# ポケモンの一覧 (1-51)
ポケモンの一覧（ポケモンのいちらん）は、ゲームソフト『ポケットモンスターシリーズ』に登場する架空の生物「ポケットモンスター（ポケモン）」の一覧。本項では全1025種のうち、『ポケットモンスター 赤・緑』から登場し、シリーズ共通の全国ポケモン図鑑において001から051までの番号を付与されている種を掲載する。

## フシギダネ
| 分類: たねポケモン | タイプ: くさ/ どく       | 高さ: 0.7m   | 重さ: 6.9kg        |
| 特性: しんりょく   | かくれ特性: ようりょくそ | 進化前: なし | 進化後: フシギソウ |

大きな種を背負っているくさタイプのポケモン。この種は生まれた時から背中に植わっており、生後しばらくは種から養分を得て成長する。本体は緑色のカエルのような姿をしており、さらに濃い緑色の模様がいくつも付いている。進化を重ねる度に鳴き声が高くなる。
瞳の色が明確に赤色に定まったのはアニメ版放映以降で、初期の公式イラストでは緑色の瞳のフシギダネもいくつか見られる。背中の種から養分を受け取ることで、何日も何も食べずに過ごすことが出来る。日光浴を好み、太陽の光を浴びると種は大きくなり、ついには割れて草が生えてくる。その生態から、植物に属するのか、動物に属するのかの決着が学者の間で決まっていない。
『赤・緑・青』『ファイアレッド・リーフグリーン』では、ヒトカゲ、ゼニガメと共に最初に選ぶポケモンの1匹である。野生では出現しない。レベル16でフシギソウに進化する。オーキド博士からは「しょくぶつポケモン」と紹介されている。
テレビアニメーション『ポケットモンスター』では主人公サトシの持つポケモンとして登場。声優は林原めぐみ。『アドバンスジェネレーション』ではハルカのポケモンとして登場する。額の模様がハートマークになっている。声優は伊東みやこ。オレンジ諸島編では市長に捨てられたフシギダネが登場。市長との再会を喜ぶが、捨てられたと知ると怒って市長を懲らしめ、ポケモンセンターに引き取られた。捨てられる前は小型だったが、地下水道で成長して大きくなっていた。
実写映画『名探偵ピカチュウ』では群れで登場。傷ついたピカチュウを助けた。声はアニメ版同様、林原が担当。

## フシギソウ
| 分類: たねポケモン | タイプ: くさ/ どく       | 高さ: 1.0m         | 重さ: 13.0kg       |
| 特性: しんりょく   | かくれ特性: ようりょくそ | 進化前: フシギダネ | 進化後: フシギバナ |

フシギダネの進化形。背中の種が成長し、つぼみになっている。フシギダネは時おり後ろ足で立ち上がることがあるが、フシギソウは背中が重くなったために常に四つん這いである（『青』のグラフィックでは後ろ足で立つシーンがある）。養分を吸収していきつぼみが膨らみだすと、そこから花が咲く兆候として甘い香りが漂い始める。
『大乱闘スマッシュブラザーズX』『大乱闘スマッシュブラザーズ SPECIAL』では「ポケモントレーナー」の手持ちポケモンとして登場。ゼニガメ、リザードンと使い分ける形で操作できる。声優は川上とも子。
『大乱闘スマッシュブラザーズ for Nintendo 3DS / Wii U』では登場しなかったが、『大乱闘スマッシュブラザーズ SPECIAL』にて再び参戦。他のポケモンと使い分ける操作はそのままだが、スタミナ仕様が廃止されている。声は川上の死に伴い後述のアニメ版と同じ犬山イヌコに変更された。
『XY』や『XY&Z』では、サナのフシギダネが進化して登場し、トライポカロンに挑戦した。声優は犬山イヌコ。

## フシギバナ
| 分類: たねポケモン | タイプ: くさ/ どく       | 高さ: 2.0m         | 重さ: 100.0kg |
| 特性: しんりょく   | かくれ特性: ようりょくそ | 進化前: フシギソウ | 進化後: なし  |

フシギソウの進化形。フシギソウのつぼみが成長し、大きな花が咲いた形態。その花から漂う香りは、戦うものの気持ちをなだめる効果がある。葉っぱも大きくなり、そのうち1枚が頭の上に覆い被さっている。フシギダネ、フシギソウの体の表面には緑の不規則な形の模様があったが、フシギバナに進化すると皮膚と同じ色のイボができる。日光に引き寄せられるように日陰から日向へ移動する。外見で雌雄の区別がつくポケモンであり、『ダイヤモンド・パール』以降では、♀の個体にのみ花の中心に雌蕊がついている。
花を含めた高さは2.0mとオーキド博士からもらえるポケモンの中では最大の大きさに成長するが、一部のゲームやメディアなどではリザードンやカメックスより小さく描かれることもある。
レベル32でフシギソウから進化する。『緑』と『リーフグリーン』のパッケージを飾る。
トレーナーでは「金・銀・クリスタル・ハートゴールド・ソウルシルバー」でポケモントレーナーのレッド、「ソード・シールド」のおかみさんのミツバが使用する（エキスパンション・パス『鎧の孤島』にてプレイヤーがゼニガメを選んだ場合）。
『X・Y』では「メガフシギバナ」へメガシンカを遂げ、『ソード・シールド』ではキョダイマックスポケモンとして登場。
メガフシギバナ
タイプ：くさ/どく、高さ：2.4m、重さ：155.5kg、特性：あついしぼう
背中の花がメガシンカによってより巨大に成長し、額に新たな花が咲く。巨大化した花を支えられるよう、4つ足の本体も脂肪に覆われた強靱なものへと変化する。
持ち物に「フシギバナイト」を持たせることでメガシンカが可能となる。特性の「あついしぼう」は、弱点の内ほのお、こおりタイプの2つを実質的に克服するため、耐性が増した。能力面では「HP」「すばやさ」を除く総てが上昇する。特にフシギバナ時代低めであった「ぼうぎょ」が大きく上昇して、「ぼうぎょ」「とくこう」「とくぼう」の攻防のバランスのとれた能力になる。
『ポケットモンスターSPECIAL』13章ではレッドのフシギバナがメガシンカする。

キョダイマックスのすがた
『ソード・シールド 鎧の孤島』に登場。キョダイマックスにより背中の花びらが大きくなり、身体を覆うほどの大きさになった。花は非常に分厚く弾力性があり、大抵の攻撃すら跳ね返す。巨大な花を盾に太い蔓で攻撃する。花びらが大きすぎて顔が見えにくいが、花びらの切れ目から僅かに目を覗かせる。花から大量の花粉を噴出し、その花粉を浴びた者はくしゃみや咳が止まらなくなり意識朦朧となる。一方で、植物の成長を活性化させる効果もあり、花粉が撒かれた場所には草木が生い茂るという。キョダイマックスわざは「キョダイベンタツ」。2本の蔓を叩きつけ、ターンごとにくさタイプ以外のポケモンにダメージを与える。
テレビアニメ『ポケットモンスター』ではフシギダネたちのいる里の長老として登場。声優は大友龍三郎。劇場版『ミュウツーの逆襲』ではソラオのポケモンとして登場。ニックネームはバーナード。コピーフシギバナと対戦するも敗北。こちらの声優も大友龍三郎。ヘッドリーダーのユウジも使用。『ダイヤモンド&パール』ではハルカのフシギダネが進化していた。『サン&ムーン』ではククイ博士のポケモンとして登場。
漫画版『ポケットモンスターSPECIAL』1章、5章、13章では主人公・レッドのパートナー兼主力として登場する（フシギダネが進化した個体）。性別は♂で、ニックネームは「フッシー」。
『ニンテンドウオールスター!大乱闘スマッシュブラザーズ』では、ステージ「ヤマブキシティ」のギミックとして登場。『大乱闘スマッシュブラザーズDX』ではモンスターボールから登場し、「じしん」で周囲の敵ファイターを攻撃する。『Pokémon UNITE』では操作ポケモンとして登場。「ソーラービーム」や「ヘドロばくだん」など遠距離からの攻撃を得意とするアタッカー。ユナイトわざは周囲にタネをばら撒いて攻撃する「グリーンレイジ」。

## ヒトカゲ
| 分類: とかげポケモン | タイプ: ほのお         | 高さ: 0.6m   | 重さ: 8.5kg      |
| 特性: もうか         | かくれ特性: サンパワー | 進化前: なし | 進化後: リザード |

ほのおタイプのポケモン。橙色のトカゲのような姿をしている。大きな瞳が特徴。腹部から尻尾の裏側までの直線はやや薄みがかった黄色となっていて、足の裏には肉球らしき物がある。生まれたときから尻尾の先に炎が点っており、炎が消えるとヒトカゲの命は終わってしまう。炎は楽しいと揺れ、怒こると激しく燃え上がるなどヒトカゲの感情も表している。熱いものを好む。尻尾の炎をライター代わりに用いるために愛煙家が飼うことも多い。
『ポケモン不思議のダンジョン 青の救助隊・赤の救助隊』および『ポケモン不思議のダンジョン 時の探検隊・闇の探検隊・空の探検隊』では主人公、パートナーとして選択出来る。
『赤・緑・青』および『ファイアレッド・リーフグリーン』では最初に貰えるポケモンの1匹として登場。『赤・緑・青』では最初にもらえるポケモンとしてこのポケモンを選ぶと難易度がかなり上昇する。
ヒトカゲの指は5本生えており、実際のでは身長(体長)は1メートル程度とポケモン図鑑よりも大きく描かれる事が多い。デザインによっては背ビレがある場合もある。
テレビアニメーション『ポケットモンスター』では第11話で実物が登場。元々はダイスケのポケモンだったが「弱い」という理由で置き去りにされ捨てられ、サトシの手持ちに加わった。以後のシーズンでもアニメ本編やエンディングテーマに登場する。声優は三木眞一郎。アニメでは「カゲー」と鳴く。
『ポケモン不思議のダンジョン 救助隊ガンバルズ』ではゼニガメとチコリータを率いる救助隊のリーダーとして登場。声優は阪口大助。
ゲーム『ソード・シールド』のストーリーを基にしたWEBアニメ『薄明の翼』では第3話にて本編には登場しない火吹き野郎のポケモンとして登場し、ハロンタウンで彼とパフォーマンスを披露した。この時は彼と同じサングラスを掛けている。
ヒトカゲはポケモンセンタートウキョーのロゴマークに描かれていた。開店当初はピカチュウとニョロゾ、 2007年7月の移転・リニューアル後はピカチュウ・ポッチャマが共に描かれている。
ポケモン公式YouTubeチャンネルにて、ヒトカゲが焚火の側で寝そべっているという「ヒトカゲといっしょ」というASMR動画がある。焚火の火が消えるたびにヒトカゲが火をつけ、焚火の音を聞きながら癒されるというもの。また、数分ごとにヒトカゲの寝相が変わるのも特徴の一つ。
『ニンテンドウオールスター!大乱闘スマッシュブラザーズ』では、ステージ「ヤマブキシティ」のギミックとして登場。開いたシャッターから現れ、前方を「かえんほうしゃ」で攻撃する。

## リザード
| 分類: かえんポケモン | タイプ: ほのお         | 高さ: 1.1m       | 重さ: 19.0kg       |
| 特性: もうか         | かくれ特性: サンパワー | 進化前: ヒトカゲ | 進化後: リザードン |

ヒトカゲの進化形。愛らしい目つきだったヒトカゲから一転して鋭くなり、体色は進化前後のヒトカゲ、リザードンと違い濃い赤色である。1本の頭部の角も生えている。口からの火、尾と両手の爪を武器とし、爪で相手をズタボロに引き裂く、荒々しい性格。戦って勝つ獲物を常に探し回っているとされる。興奮すると青白い炎を口から漏らす。
アニメ版では42話でサトシのヒトカゲが進化して登場し、45話でリザードンへと進化した。劇場版『キミにきめた!』でもサトシのヒトカゲが進化した。前者は進化してから反抗的になりサトシのレベル不足もあって指示を聞かなくなってしまうが、後者は進化しても反抗的にならず忠実でサトシの指示を聞いている。声優は三木眞一郎。劇場版『セレビィ時を超えた遭遇』ではユキナリ（少年時代のオーキド博士）のポケモンとして登場。「ずつき」でビシャスのニューラを倒した。レトロボールに入っている。鳴き声は「リザード」。
「リザード」は英語でトカゲを意味する。

## リザードン
| 分類: かえんポケモン | タイプ: ほのお/ ひこう | 高さ: 1.7m       | 重さ: 90.5kg |
| 特性: もうか         | かくれ特性: サンパワー | 進化前: リザード | 進化後: なし |

リザードの進化形。背中に一組の巨大な翼が生えている。橙色のドラゴンのような姿をしており、首が長くなり、竜と同様の頭部を持つ。頭部の角は現在2本だが設定がまだ不安定な頃は1本で描かれていた頃もあった。ヒトカゲの指は4本または5本であったが、3本の指を持つ1組の腕と、ヒトカゲと同じく3本の指を持つ1組の足を持ち、長い尻尾を引き摺る。尻尾の先端には炎が常に灯してあり、これが消えるとリザードンは死に至る。この炎はリザードンの炎を吐く時にはより激しく燃え上がり、本気で怒った時には青白く燃え上がるという。口から吐き出される炎は非常に高温であらゆる物質を溶かし、山火事を起こすほど。苦しい戦いを経験すればするほどさらに炎の温度が高まっていく。但し、その炎は決して弱者に向ける事は無い。
顔から胴体、翼の裏側にかけて全般的に橙色であり、ヒトカゲに近い色に戻る。翼の内側が黒色または緑色となっている。翼はコウモリのような形状をしており、これにより地上1400m（4500-5000ft）まで飛ぶこともできる。そのため、アローラ地方ではライドポケモンとして利用されることもあり、ひでん技「そらをとぶ」のように離れた街や島などを飛んで移動できる。リザードがレベル36でリザードンに進化する。『赤』と『ファイアレッド』のパッケージを飾っている。
トレーナーでは「金・銀・クリスタル・ハートゴールド・ソウルシルバー」でチャンピオンのワタルとポケモントレーナーのレッド、「ソード・シールド」でチャンピオンのダンデがエースポケモンとして使用し、キョダイマックスさせる。
1997年・1998年の公式大会の全国トーナメントで登場しなかったポケモンのみ参加できる1999年の全国大会では優勝者の手持ちポケモンに入っていた。
世界的なゲームニュースサイト『IGN Entertainment』で2011年4月29日に公開されたランキングビデオでは1位になっている。
2021年6月6日アメリカのBGSにて真贋鑑定された当時1億円の値がついたアメリカ版のポケモンカードリザードン (Charizard) をローガン・ポールが首からネックレスにしてぶら下げて、フロリダ州でのフロイド・マイウェザーとのエキシビジョンマッチFloyd Mayweather Jr. vs. Logan Paulで入場している。
2022年8月26日、アメリカでPSAにて真贋鑑定された日本のポケモンカード「リザードン」を東京秋葉原のカードショップ店頭で当時5000万円の値が付きヒカキンが購入。動画はスポーツ新聞サイトとファミ通でニュースになった。
『X・Y』では「メガリザードンX」、「メガリザードンY」へとメガシンカを遂げる。
メガリザードンX
タイプ：ほのお/ドラゴン、高さ：1.7m、重さ：110.5kg、特性：かたいツメ
体色は赤から黒に変わり、両翼・両肩には鋭い突起物が発生。発生する炎はより高温に強化され、赤から青に変色するとともに口の両側から常時噴射した状態となる。
持ち物に「リザードナイトX」を持たせることでメガシンカが可能となる。能力面では「こうげき」「ぼうぎょ」「とくこう」の3つが上昇する。特に「こうげき」が大きく上昇し物理・特殊の双方で高い火力を確保、特性や「りゅうのまい」、「つるぎのまい」などの能力アップ技とあわせて物理攻撃を得意とするようになる。タイプが変わったことにより、みずタイプやいわタイプの技のダメージが半減したものの、逆にじめんタイプの技を受けるようになった。
特番アニメ『ポケットモンスター THE ORIGIN』内にて先行公開された。アニメ『XY』でもアランのリザードンがメガリザードンXにメガシンカする。
メガリザードンY
タイプ：ほのお/ひこう、高さ：1.7m、重さ：100.5kg、特性：ひでり
頭部に大きな一本のツノ、手首に小さな翼が発生。翼と尻尾も鋭利かつ大型となり、全体的にシャープなシルエットとなった。大型化した翼によって飛行能力が高まっており、メガシンカ前のリザードン時代の約7倍を超える地上10km (30000-35000ft)の飛行が可能となった。
持ち物に「リザードナイトY」を持たせることでメガシンカが可能となる。能力面では「こうげき」、「とくこう」、「とくぼう」の3つが上昇する。特に元々高かった「とくこう」が大きく上昇し、特性とあわせてほのお技や「ソーラービーム」といった特種攻撃性能に磨きがかかる。
メガミュウツーYと同様、最初に発表されたのはこちらの方の形態である。
アニメ『XY&Z』ではトロバのリザードンがメガリザードンYにメガシンカした。
キョダイマックスのすがた
『ソード・シールド』にて登場。尻尾のみならず、角や翼にも炎が燃え上がるようになった。摂氏2000度の炎が体内で渦巻き、吠えると火力が上がる。チャンピオンのダンデも使用。キョダイマックスわざは「キョダイゴクエン」。燃え盛る炎を浴びせ、ターンごとにダメージを与える。
『ソード・シールド』でチャンピオンのダンデがエースポケモンとして使用。
テレビアニメ第7シリーズ（『新無印編』）ではゲームと同様にダンデのリザードンがキョダイマックスする形で第12話から登場。
『ニンテンドウオールスター!大乱闘スマッシュブラザーズ』『大乱闘スマッシュブラザーズDX』ではモンスターボールから登場し、左右の敵ファイターを「かえんほうしゃ」で攻撃する。
『大乱闘スマッシュブラザーズX』では「ポケモントレーナー」の手持ち3匹のポケモンのうちの1匹として登場。「かえんほうしゃ」「いわくだき」「そらをとぶ」を使用しながら戦う（下必殺ワザ入力で他の2匹と交代可能で、ゼニガメ→フシギソウ→リザードンで順番は固定）。3匹の中で1番疲れやすく、攻撃も当たりやすい。水属性の攻撃にも弱い。一方、草属性の攻撃には耐性がある。ダッシュの速さは全キャラ中トップクラス。技のリーチが長く、攻撃力が高めに設定されており、3匹中最も復帰力が高い。最後の切りふだは3体が集結して繰り出す「さんみいったい」（各々「ハイドロポンプ」「ソーラービーム」「だいもんじ」で同時に攻撃する）。
『大乱闘スマッシュブラザーズ for Nintendo 3DS / Wii U』では単体で参戦。ダッシュの速さは健在で、素早く相手との距離を詰めたり離したりすることが可能。尻尾や翼を使った攻撃も多く、リーチが長めで攻撃範囲も広いのが長所。また、横必殺ワザが「フレアドライブ」に変更になり、原作同様に反動でダメージを受けるものの、判定・ダメージ・ふっとばし力・移動距離とどれも隙がない。一方、前作同様に攻撃が当たりやすく、空中動作は遅めで隙が多い。最後の切りふだは「メガリザードンX」への進化に変更され、約15秒間翼で飛びまわり、スティックを倒している方向に「ドラゴンダイブ」、必殺ワザボタンを押すと「だいもんじ」を前方に吐く（「ドラゴンダイブ」は上下左右、「だいもんじ」は前方向に攻撃可能）。場外へ出ても自滅にはならない。
『大乱闘スマッシュブラザーズ SPECIAL』では、ゼニガメ・フシギソウとともに再びポケモントレーナーの手持ちとして三度参戦。なお、3匹のスタミナ制限も廃止されたため、好きなポケモンを好きなだけ操作できるようになった。声優はテレビアニメ版と同じく三木眞一郎。
『ポッ拳 POKKÉN TOURNAMENT』のバトルポケモンの1匹。共鳴バーストで「メガリザードンX」へ進化する。アニメの印象も輸入されており、「ちきゅうなげ」をアニメのように披露する。技のモーションは鉄拳シリーズのデビル仁と一部同じものを使用している。
『Let's Go! ピカチュウ・Let's Go! イーブイ』では空中移動用の乗れるポケモンとして登場。障害物を無視して様々な場所へ飛び回ることができる。
『Pokémon UNITE』では操作ポケモンとして登場。遠距離・近距離両方の攻撃を得意とするバランスの取れたアタッカー。ユナイトわざは「ちきゅうなげ」のように相手を地面に叩きつける「アースクラッシャー」。
アニメ版ではサトシのリザードから進化し、準レギュラーで登場している（声優は三木眞一郎）。当初はサトシの指示を聞いていなかったが、オレンジ諸島で瀕死の自分を看病したサトシに心を開き指示を聞くようになった。ジョウト地方にあるリザフィックバレーで修行をするリザードンたちに全く歯が立たず、そこで強くなる修行をするために手持ちから離れるが、ジョウトリーグやバトルフロンティアなどでサトシのエースポケモンとして活躍の場が多かった。『ベストウイッシュ シーズン2』でサトシの元に戻った。
劇場版『ミュウツーの逆襲』では赤い模様を持つコピーリザードンが登場、サトシのリザードンを桁違いのスピードとパワーで翻弄し勝利した。
『XY』ではアランのポケモンとして登場。メガシンカが可能でアランのエースとして度々活躍しており、多くのバトルでアランに勝利をもたらしていた。パキラのヘルガーやサトシゲッコウガには互角に戦い勝ったが、ズミのカメックスやダンデのリザードンには実力差が大きく負けた。使用技は「かえんほうしゃ」「ドラゴンクロー」「はがねのつばさ」→「かみなりパンチ」「ブラストバーン」「フレアドライブ」。声優は佐藤健輔。
『サン&ムーン』にてカキのライドポケモンとしても登場。声優は石塚運昇→櫻井トオル。
テレビアニメ第7シリーズ（『新無印編』）ではゲームと同様にダンデ（声 - 小野大輔）が使用し、技を多く覚えているが、対戦相手に合わせて使い分けている。ダンデがチャンピオンになってから長らく無敗であったが、第132話でサトシのピカチュウに僅差で敗れた。声優は三宅健太。
ゲーム『ソード・シールド』のストーリーを基にしたWEBアニメ『Pokémon Evolutions』では第1話においてゲームと同様にダンデ（声 - 小野大輔）のパートナーとして登場。声優は宮園拓夢。
テレビアニメ第8シリーズ（『リコとロイの旅シリーズ』）ではライジングボルテッカーズのリーダーであるフリード（声 - 八代拓）のもう一匹のパートナーとして第1話から登場。こちらはあくタイプにテラスタルが可能で、第14話で初めてテラスタルした。第89話でフリード共々インフィニットライジングの上昇気流に飲み込まれ行方不明になってしまうが、第100話でフリード共々無事だったことが判明した。使用する技は「かえんほうしゃ」、「ドラゴンクロー」（いずれも第1話から使用）、「テラバースト（あくタイプ）」（第14話から使用）、「エアスラッシュ」（第17話から使用）。声優は第7シリーズではダンデの個体を演じていた他、今作では同じメンバーであり料理人でもあるマードック役を担当する三宅健太（第23話のエンディングクレジットで判明）。なお、初めてあくタイプにテラスタルした第14話の最後にゲーム『スカーレット・バイオレット』で使えるあいことばが2023年9月1日まで配信された。レベルは50で、覚えている技はアニメとは異なり「かみくだく」、「フレアドライブ」、「アクロバット」、「はらだいこ」となっている。
サイドストーリーではエレブーズのメジャーリーガーであるツヨシのポケモンとして登場、ニックネームは「ドン」。ヒトカゲ時代に水に落ちておぼれかけたトラウマが原因で炎技も飛ぶこともできなくなったが、ナナコの特訓によって克服した。声優は小西克幸。
漫画版『ポケットモンスターSPECIAL』1章、5章、12章ではグリーンのパートナー兼主力として登場する（ヒトカゲが進化した個体）。性別は♂。メガリザードンYにメガシンカする。また、12章の主人公・エックスも別個体のリザードンを所持しており、こちらはメガリザードンXにメガシンカする。性別は♂で、ニックネームは「サラメ」。

## ゼニガメ
| 分類: かめのこポケモン | タイプ: みず             | 高さ: 0.5m   | 重さ: 9.0kg      |
| 特性: げきりゅう       | かくれ特性: あめうけざら | 進化前: なし | 進化後: カメール |

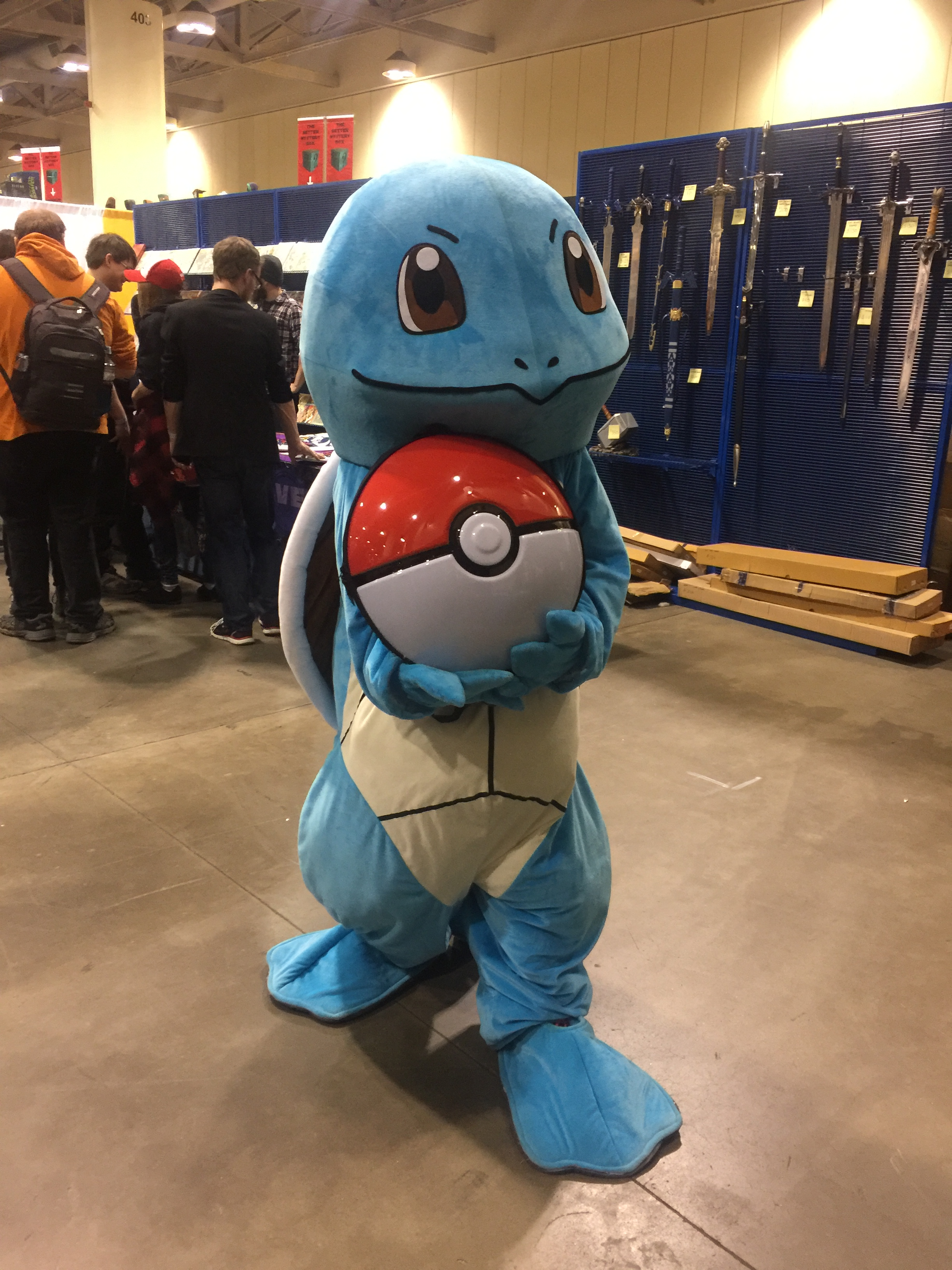
ゼニガメのコスプレ

カメのような姿をしたみずタイプのポケモン。頭が大きくディフォルメ調で描かれた体躯をしている。体は青色で、赤色の甲羅を背負う。基本的には二足歩行で歩く。背中の丸い甲羅は単に身を守るだけでなく、表面の溝によって水の抵抗を減らしつつ素早く泳ぐことができる。産まれたばかりのゼニガメは、誕生後しばらくすると背中の甲羅が次第に膨らみ始め、だんだんと硬くなっていくという。首を甲羅の中に引っ込めるとき、水を噴射する。
『赤・緑・青』および『ファイアレッド・リーフグリーン』では、フシギダネ・ヒトカゲと共にオーキド博士から最初に貰えるポケモンの1匹。
『大乱闘スマッシュブラザーズX』ではプレイヤーキャラクターの一人・ポケモントレーナーが繰り出す。フシギソウ、リザードンと使い分ける形で操作できる。声優は愛河里花子（テレビアニメ版でサトシのゼニガメを長年担当）。「みずでっぽう」「からにこもる」「たきのぼり」を必殺ワザとして使用。空中での機動力に優れ、3匹中で最もクセが少なく、3匹中で最も疲れにくい。全体的に技の発生も早く、体格が小さいため技が当たりにくい。なお、炎属性の攻撃（爆弾・PKファイヤーなどを含む）に耐性があるが、復帰力が低い。技のリーチは短く、全体的なふっとばし力にも欠ける。遠距離攻撃に弱いのも弱点。最後の切りふだは「さんみいったい」（各々「ハイドロポンプ」「ソーラービーム」「だいもんじ」で同時に攻撃する）。
『大乱闘スマッシュブラザーズ for Nintendo 3DS / Wii U』には未登場。
『大乱闘スマッシュブラザーズ SPECIAL』にて再び参戦。X同様、他のポケモンと入れ替えて操作する仕様となる（Xとは異なり、3匹それぞれのスタミナは廃止された）。
テレビアニメ『ポケットモンスター』では、第12話にてトレーナーに捨てられたゼニガメで結成した悪戯集団「ゼニガメ団」のボスであったゼニガメが最終的に主人公サトシのポケモンとなる。現在はサトシと離れ消防団として活躍している。声優は愛河里花子。『アドバンスジェネレーション』では、ヒロインであるハルカの手持ちポケモンとして登場。声優は半場友恵。『ポケモン不思議のダンジョン 救助隊ガンバルズ』ではヒトカゲとチコリータを率いる救助隊のリーダーとして登場。声優は小林沙苗。

## カメール
| 分類: かめポケモン | タイプ: みず             | 高さ: 1.0m       | 重さ: 22.5kg       |
| 特性: げきりゅう   | かくれ特性: あめうけざら | 進化前: ゼニガメ | 進化後: カメックス |

ゼニガメの進化形。羽のような耳とふさふさとした毛の生えた尾を持ち、これらは水中でのバランスを取るために用いられる。進化前のイメージを残しつつ、口には牙が生え、目つきもやや鋭くなり、ゼニガメよりも精悍な顔立ちとなる。空色に茶系の甲羅と白い毛が基本色である。ペットとして人気が高く、特に長寿の象徴として高齢者に人気が高い。長寿のものは甲羅に苔が付いている。毛で覆われた尻尾は長寿のシンボルである。
テレビアニメ版では、カメックスが治める小さな島に、ゼニガメと共に群れで生息している。カメックス達が突然眠りについてしまい、助けを求めて港までやってきたところをサトシたちと遭遇する。声優はうえだゆうじ。ほか消防隊に所属するカメールも登場し、主人公サトシのゼニガメと協力して火災現場に取り残された子供を救助する。『ダイヤモンド&パール』ではハルカのゼニガメが進化して登場。声優は小西克幸。

## カメックス
| 分類: こうらポケモン | タイプ: みず             | 高さ: 1.6m       | 重さ: 85.5kg |
| 特性: げきりゅう     | かくれ特性: あめうけざら | 進化前: カメール | 進化後: なし |

カメールの進化形。進化前のゼニガメ、カメールとは体つきも大きく変わり貫禄が増しており、体の色も水色から青に変わり、甲羅の中から2 本の巨大なロケット砲が出る。ロケット砲から勢いよく噴射される水には分厚い鉄板を貫くほどの破壊力があり、有効射程50 メートル以上もの超射程距離を獲得している。また水を噴射する際の反動を利用して後ろ向きに空を飛ぶこともできる。アニメによると「れいとうビーム」や「はかいこうせん」などもそこから発射する。川の激しい水流に負けないよう、体重を態と大きくしており、己の重さを利用したのしかかりで、相手を気絶させる。危機的状態に遭遇すると、甲羅の中に隠れる。
『青』のパッケージに描かれている。『赤・緑・青』ではプレイヤーがヒトカゲを選んだ場合に、ライバルの所持するゼニガメがカメールを経て進化する形で登場する。
トレーナーでは「金・銀・クリスタル・ハートゴールド・ソウルシルバー」でポケモントレーナーのレッド、「ソード・シールド」のおかみさんのミツバが使用する（エキスパンション・パス『鎧の孤島』にてプレイヤーがフシギダネを選んだ場合）。
『X・Y』では「メガカメックス」へとメガシンカを遂げ、『ソード・シールド』ではキョダイマックスポケモンとして登場。
メガカメックス
タイプ：みず、高さ：1.6 m、重さ：101.1 kg、特性：メガランチャー
両肩のロケット砲が巨大な1門の砲塔と変わり、両腕に甲羅と小型ロケット砲が新たに発生する。背中の主砲は大型化によって、有効射程10 kmという超射程距離を獲得した。
持ち物に「カメックスナイト」を持たせることでメガシンカが可能となる。メガシンカすると能力のうち「HP」「すばやさ」を除く総てが上昇する。特に「とくこう」が大きく上昇し、特性により威力を増したあらゆるタイプの波動技（「りゅうのはどう」、「あくのはどう」、「はどうだん」など）によって、より多くのタイプの敵に効果的なダメージを与えられるようになる。
アニメでは四天王のズミのカメックスがメガシンカする。アランのメガリザードンXとバトルし勝利。
『ポケットモンスターSPECIAL』13章ではブルーのカメックスがメガシンカしている。

キョダイマックスのすがた
『ソード・シールド 鎧の孤島』に登場。背中の甲羅が大きくなり、甲羅の表面に大量のキャノン砲が増加されている。キャノン砲から豪快かつパワフルな水流を一気に噴出する。甲羅の中心部にある、巨大な大砲から噴出される水は山ですら大穴を開けるほどのパワーを持つ。大砲を取り囲む大量のキャノン砲は自在に方向を変えることができ、攻撃範囲は上空にも及ぶ。同じくみずタイプ御三家でキョダイマックス可能なインテレオンが遠距離の命中精度に秀でているのに対し、こちらは広範囲の制圧力に秀でている。クチート、バクガメス、メガジュカインなどと同様に常に背を向けたまま戦う。キョダイマックスわざは「キョダイホウゲキ」。甲羅の大砲とそれを囲むキャノン砲から強力な水流を噴射。みずタイプ以外のポケモンにターンごとにダメージを与える。
ポケモンスタジアムではロケット砲は攻撃時を除き甲羅に格納されていたが、ポケモンバトルレボリューションでは甲羅から常に出している。特殊攻撃時のモーションが複数あり、「ハイドロポンプ」や「ハイドロカノン」などはロケット砲から発射されるが、「みずのはどう」「バブルこうせん」などは口から発射する。
『ポッ拳 POKKÉN TOURNAMENT』のバトルポケモンの1 匹。Switch版のダウンロードコンテンツで使用可能になる予定。
『Pokémon UNITE』では操作ポケモンとして登場。耐久力の高さを活かした持久戦が得意。「ハイドロポンプ」や「こうそくスピン」などを駆使してコンボに繋げることも可能。ユナイトわざは「ハイドロタイフーン」。
アニメ版ではシゲルのポケモンとして登場し、ジョウトリーグでサトシのリザードンとバトルした。声優は石塚運昇。劇場版『ミュウツーの逆襲』ではスイートのポケモンとして登場。ニックネームはクスクス。コピーカメックスと対戦するも「ハイドロポンプ」を弾かれ「こうそくスピン」で敗北。こちらの声優は玄田哲章。コピーカメックスは顔と甲羅に模様があり、ロケット砲の形もオリジナルと若干異なる。オレンジ諸島編ではアツミのポケモンとして登場。サトシのラプラスと水上レースで勝負し、ゴール手前でラプラスが海を凍らせてその上を滑るという戦法の前に敗れる。
『ニンテンドウオールスター!大乱闘スマッシュブラザーズ』『大乱闘スマッシュブラザーズDX』ではモンスターボールから登場。前方へ「ハイドロポンプ」を連射して攻撃する。発射する度に反作用で後ろへ下がる為、そのまま落ちて行くこともある。
漫画版『ポケットモンスターSPECIAL』1章、5章、13章ではブルーのパートナー兼主力として登場する（ゼニガメが進化した個体）。性別は♂で、ニックネームは「カメちゃん」。

## キャタピー
| 分類: いもむしポケモン | タイプ: むし         | 高さ: 0.3m   | 重さ: 2.9kg        |
| 特性: りんぷん         | かくれ特性: にげあし | 進化前: なし | 進化後: トランセル |

アゲハチョウの終齢幼虫のような姿をしたポケモン。緑の皮膚と威嚇用の眼状紋を持つ。作品によっては眼状紋は「表情」を変えることができる。体色は葉っぱの中に隠れる時の保護色となる。またアゲハチョウの幼虫の持つ臭角が普段収納されているのに対し、キャタピーの触角は常に体外に突き出している。ポッポはこのポケモンを捕食する。天敵のとりポケモンが来ると触角から強烈な臭いを出す。2対の脚は先端が吸盤になっており、壁を登ることも可能。寝るときにはよだれの代わりに糸を出す。
早く成長したいがためか、自身の体よりも大きな葉っぱを大量に食べてしまうほどの食欲。脱皮することによって成長し、進化する時は真上に向かって糸を噴射し、体に糸をかける。
テレビアニメ版のカントー編ではサトシのポケモンとして登場。サトシがはじめて自力でゲットした野生のポケモンである。声優は愛河里花子。これ以外にも別個体が何度か登場している。

## トランセル
| 分類: さなぎポケモン | タイプ: むし     | 高さ: 0.7m         | 重さ: 9.9kg        |
| 特性: だっぴ         | かくれ特性: なし | 進化前: キャタピー | 進化後: バタフリー |

キャタピーの進化形。アゲハチョウの蛹のような形状のポケモン。眠たげな大きな目をしている。バタフリーへの進化を待っている状態で、体は鉄並みの硬度を持つ殻に包まれているが、中身は柔らかいため強いショックには耐えられない。殻が硬くなる前に攻撃を受けると中身が出てしまう。
『金・銀・クリスタル』と『ハートゴールド・ソウルシルバー』ではヒワダタウンのジムリーダー・ツクシが使用してくる。
テレビアニメ版のカントー編では主人公サトシがゲットしたキャタピーが進化して登場。他のポケモンとフォーマットが異なり、糸を巻きつけて進化した。サムライもトランセルを持っており、サトシのトランセルと互いに「かたくなる」をし合い、スピアーの群れの襲撃で決着はつかなかった。再戦を約束した二人はカスミから「その時はトランセル対トランセルだけはやめてよね」と釘を刺された。ヒワダジムリーダーのツクシも使用。他にも別個体が何度か登場している。

## バタフリー
| 分類: ちょうちょポケモン | タイプ: むし/ ひこう   | 高さ: 1.1m         | 重さ: 32.0kg |
| 特性: ふくがん           | かくれ特性: いろめがね | 進化前: トランセル | 進化後: なし |

トランセルの進化形。モンシロチョウのような姿をしている。翅が水を弾く鱗粉で覆われているため、雨の日でも飛ぶことができる。足が大きく、地上に立つ時は爪先を使う。進化の際は実際のチョウと同様に背中の割れ目から脱皮するが、羽化にかかる時間はモンシロチョウよりも遥かに短く、進化後すぐに飛ぶことができる。また、♀は下翅に紫の模様があるが、♂にはこれが無い。
『金・銀』などでは虫取り大会など、野生でも登場する。進化してひこうタイプが追加され、世代が進む毎に「むしのさざめき」「ぼうふう」などのまともな攻撃技を使えるようになった。
「ねむりごな」「しびれごな」「どくのこな」などの粉系の技を多く覚える。
『サン・ムーン』以降では、デンチュラと同様に特性の「ふくがん」と技の「どろぼう」を活かして野性のポケモンから貴重な道具を入手することもできる。
キョダイマックスのすがた
翅が大きくなり、付け根付近は半透明になっている。緑に光り輝く翅から猛毒の鱗粉をまき散らす。羽ばたくと10トントラックをも吹き飛ばす竜巻を起こす。キョダイマックスわざは「キョダイコワク」。大量の鱗粉で相手全体を包み込み、「まひ」「ねむり」「どく」のうちいずれかの状態にする。
アニメ版のカントー編ではサトシのポケモンとして登場。前掲のトランセルが3話でこの種に進化する。「バイバイバタフリー」にてメス（体がピンク色の個体）と結ばれ共に飛び立つためにサトシに見送られながら涙の別れをした。その後、『新無印』最終回EDにて再会していることが判明した。声優は愛河里花子。また『アドバンスジェネレーション』ではシュウのポケモンとして登場。シュウの長い付き合いだというサオリも持っており、ラプラスと組んでコンテストバトルを突破する。声優は半場友恵。ゴウもゲットしている。

## ビードル
| 分類: けむしポケモン | タイプ: むし/ どく   | 高さ: 0.3m   | 重さ: 3.2kg      |
| 特性: りんぷん       | かくれ特性: にげあし | 進化前: なし | 進化後: コクーン |

スズメバチの幼虫のような姿をしたむしタイプのポケモン。主な生息地は森や草地。頭に5cmほどの鋭い毒針があり、口が大きい。野生個体はハッパを食べる。実際のハチの幼虫とはやや姿が異なり、黄色い球体を連結させたような姿をしている。
アニメでは野生の個体として何度か登場。ムサシ達が作った脱出用メカ（段ボール製）を食べ尽くして使い物にならなくするシーンがある。ポケモンなりきり大会ではヒカリのポッチャマがビードルの仮装をしたが、調子に乗ったポッチャマがビードルが覚えない「バブルこうせん」を使ったことで失格になってしまった。

## コクーン
| 分類: さなぎポケモン | タイプ: むし/ どく | 高さ: 0.6m       | 重さ: 10.0kg     |
| 特性: だっぴ         | かくれ特性: なし   | 進化前: ビードル | 進化後: スピアー |

ビードルの進化形。同じさなぎポケモンのトランセルとは違って目つきが鋭い。コクーンの体はスピアーに進化するための一時的な状態であり、自力ではほとんど動けないが、危険が迫ると体を硬くするか毒針を出して身を守る。睨んで追い返すこともあるらしい。進化が近づくと体が熱くなる。なおコクーン（cocoon）は英語では繭を意味するが、このポケモンが繭を作ることはない。
『青』では手のようなものがある。
トランセルと同様、ゲーム『金・銀・クリスタル』と『ハートゴールド・ソウルシルバー』でジムリーダーのツクシが使う蛹ポケモンのひとつである。
アニメ版では第4話でサトシ達を襲うスピアーの大群の第2部隊として初登場する。サトシ達を侵入者と認識し、「ジロッ」と言いながらサトシ達を睨み、後に背中が割れ、その割れ目からスピアーが羽化する。バタフリーと同様に、進化時間はかなり短い。ラストでは木にぶら下げられたムサシ達を「ジロッ」と睨んでいた。声優は石塚運昇。木にぶら下がっている場面も多い。

## スピアー
| 分類: どくばちポケモン | タイプ: むし/ どく     | 高さ: 1.0m       | 重さ: 29.5kg |
| 特性: むしのしらせ     | かくれ特性: スナイパー | 進化前: コクーン | 進化後: なし |

コクーンの進化形。スズメバチあるいはアシナガバチのような姿をしている。昆虫より脚が1対少ない。尻だけでなく、腕（前脚）にも巨大な針を一対持つが、一番毒性が強いのは尻の針である。
集団で現れることもある。出現すると猛スピードで飛び回り、尻の毒針で周辺の生物を襲う。非常に獰猛な性格でしつこく相手を追い回す。
『オメガルビー・アルファサファイア』では「メガスピアー」へとメガシンカを遂げる。
メガスピアー
タイプ：むし/どく、高さ：1.4m、重さ：40.5kg、特性：てきおうりょく
両手と尻の毒針が大きく成長した上に両足までもが毒針に変化した。四肢の毒針は即効性で、尻の毒針は遅行性だという。背中の羽は6枚になり、高速で相手を襲撃する。腹部には足の毒針が収まる窪みがあり、尻の毒針を中心に手足の毒針を束ねることで、合計5本の毒針を同時に突き刺すこともできる。
メガシンカすることで、能力面のうち「こうげき」と「すばやさ」が大きく上がるかわりに「とくこう」などは下がるため「ヘドロばくだん」などの特殊技は一層使いにくくなってしまっている。特性により「ダブルニードル」「どくづき」などのタイプ一致攻撃技が更に強化されるため、これによる突破力が大幅に上がる。
蜂というモチーフとその性格などからアニメ版（特に無印、『アドバンスジェネレーション』）では悪役に近い描写で描かれやすく、サトシ達に集団で容赦なく襲いかかる場面が多くみられる。「何者かに巣を荒らされて激怒する」「巣から落ちてきたコクーンが進化して襲いかかる」などのパターンが多い。声優は愛河里花子。
カントーリーグではカオルコの一番手として登場。サトシのフシギダネと互角に戦うも「やどりぎのタネ」で体力を奪われ敗北。
またサトシはジョウト地方のむしポケモン大会に参加し、スピアーをゲットして優勝している。そのスピアーは直後にナナコに譲渡された。声優は坂口候一。ゴウも持っており、声優は清水理沙。
漫画『ポケットモンスターSPECIAL』では、ロケット団のボス・サカキのポケモンとして登場。サカキが故郷であるトキワの森で捕獲したポケモンであり、いつも手持ちに入れている。四天王のワタルのポケモンやデオキシスを追い詰める程の実力がある。
『ニンテンドウオールスター! 大乱闘スマッシュブラザーズ』では、モンスターボールから登場。画面外へ出て行った後、無数の仲間を引き連れて敵ファイターに「とっしん」を仕掛ける。

## ポッポ
| 分類: ことりポケモン         | タイプ: ノーマル/ ひこう | 高さ: 0.3m   | 重さ: 1.8kg      |
| 特性: するどいめ/ ちどりあし | かくれ特性: はとむね     | 進化前: なし | 進化後: ピジョン |

様々な地方の森林や草原に広く生息する、小型の鳥ポケモンの一種。カラーリングは茶色とクリーム色。非好戦的でおとなしい性格。敵に襲われると羽ばたきで砂煙を起こし逃げようとするらしいが、『ダイヤモンド・パール』の図鑑では強烈に反撃してくるという記述がある。同様の手法で草むらにいる虫を驚かし、飛び出した所を捕食している。方向感覚に優れており、長距離まで離れていても迷わずに自分の巣に帰ることができるという。時々、アーボやニューラにタマゴを捕食されることがある。
最初のシリーズである『赤・緑』などで最初の草むらに出るポケモンとして知られる。コラッタと同じく最初にモンスターボールで捕獲されることも多く、進化させてピジョン、そしてピジョットに育て、最後まで持つトレーナーも存在する。
非好戦的な性格のためか、すばやさ以外の能力は低め。レベルアップで技を覚える速度などのバランスに優れているほか、秘伝技「そらをとぶ」を覚えることができる。また、図鑑での記述に反し、「すなかけ」攻撃はしてくるものの逃げようとしない。
かわいいと評判があるため、ゲーム中ではミニスカートなどの女性トレーナーがよく持っている。また『赤・緑・青』ではライバル、『金・銀・クリスタル』ではキキョウシティのジムリーダー・ハヤトも使用している。
ポケモンだいすきクラブが発表したデータによると、第一世代のポケモンの中で最も鳴き声が短い。
アニメ版第1話ではサトシがゲットしようとしたが失敗する。アニメの世界では「空を飛ぶポケモンでは一番性格が優しく捕まえやすい。ポケモントレーナーとしての小手調べとして最適」とされている。『2019年』でもゴウがゲットしようとして失敗し、「かぜおこし」でゴウやヒバニー、さらにはサトシやピカチュウまで巻き添えにして吹き飛ばした。声優は清水理沙。その後、別個体のポッポをゲットする。

## ピジョン
| 分類: とりポケモン           | タイプ: ノーマル/ ひこう | 高さ: 1.1m     | 重さ: 30.0kg       |
| 特性: するどいめ/ ちどりあし | かくれ特性: はとむね     | 進化前: ポッポ | 進化後: ピジョット |

森林や草原に生息する中型の鳥ポケモン。ポッポの進化形態であり、たてがみが長くなった。ポッポより好戦的である。ピジョン（pigeon）は英語では鳩を意味する。
鳥ポケモンらしく、広い縄張りとその中を飛び回るだけのスタミナ、そして高い視力を持つ。タマタマやコイキングをエサとしており、100キロ程度の距離ならば掴んだまま飛行し巣に連れ去る。その間に獲物を落とさないように足のツメが発達したようである。縄張り意識が強く、侵入者には容赦をしない。狩りの方法はオオスバメに類似しており、その方法は猛禽類のそれに近いと言える。
ゲーム『金・銀・クリスタル』と『ハートゴールド・ソウルシルバー』(初戦時)では、ジムリーダー・ハヤトの切り札として登場する。
スマートフォンアプリ『はねろ!コイキング』ではランダムで発生するイベントでコイキングを連れ去ろうとする悪役として登場する。イベントで運悪くコイキングがピジョンに捕まると世代交代となる。
TVアニメ版ではサトシのポケモンとして登場。現在はピジョットに進化している。声優は林原めぐみ。
『アドバンスジェネレーション』では技教えじいさんのジンベイのポケモンとして登場。サトシのオオスバメに「つばめがえし」の手本を見せた。
他にもゴウがゲットしようとして二度失敗したが、三度目で成功した。こちらの声優は観世智顕。

## ピジョット
| 分類: とりポケモン           | タイプ: ノーマル/ ひこう | 高さ: 1.5m       | 重さ: 39.5kg |
| 特性: するどいめ/ ちどりあし | かくれ特性: はとむね     | 進化前: ピジョン | 進化後: なし |

ピジョンの進化形。たてがみがとても長くなり、翼も大きくなった。長くて美しいたてがみに心を奪われ虜になるトレーナーもいる。胸の筋肉が発達したため、軽く羽ばたいただけで大木を薙ぎ倒すほどの強風を起こせる。翼を大きく広げて威嚇する。最高マッハ2（時速2448km/h）で空を飛び、これは地球を16時間で1周するカイリューと同じ速度になる。視力はトップクラスで、水溜りで跳ねるコイキングを空から見つける事ができる。獲物を見つけると、急降下して鋭い爪で鷲掴む。マッハ3以上のポケモンが登場するまでは、設定上全ポケモンの中で最速であった。
『赤・緑・青』『ファイアレッド・リーフグリーン』ではライバルがポッポ時代から1番手として愛用しているポケモンである（『ファイアレッド・リーフグリーン』では最終的にヘラクロスと入れ替える）。『金・銀・クリスタル』『ハートゴールド・ソウルシルバー』でも引き続き使用する。
2017年のゲーム関連の書籍によると、ラッキーの鳴き声をテンポを上げて再生するとピジョットの鳴き声になる(第5世代まで)といい、少数のデータにエフェクトを加えることで別の効果音として演出していた一例として紹介された。
『オメガルビー・アルファサファイア』では「メガピジョット」へとメガシンカを遂げる。
メガピジョット
タイプ：ノーマル/ひこう、高さ：2.2m、重さ：50.5kg、特性：ノーガード
翼を中心に全身の筋力が大幅に強化され、羽に渡る栄養バランスの変化によって一部の羽色が変化した。発達した強靭な翼から繰り出される突風は巨木をへし折るほどの威力を持つ。伸びたたてがみは敏感なレーダーの役割を果たし、飛行時の安定性が増した。能力面では「とくこう」が大幅に上昇し、特性により「ぼうふう」や「ねっぷう」など命中率が不安定な攻撃技が使いやすくなった。
無印のオレンジ諸島編序盤ではサトシのピジョンが進化を果たし、ポッポの群れを襲撃したオニドリルを撃退した。サトシはオニドリルのゲットに失敗し再襲撃する可能性を考えて群れを守らせるために別れるが、「めざせポケモンマスター」の最終回でサトシと再会し成長した群れから後押しされサトシの元へ戻った。『ミュウツーの逆襲』ではソラオのポケモンとして登場。ソラオを乗せてミュウツーの城まで飛び、コピーとバトルする。ジョウト編ではキキョウジムリーダー・ハヤトの主力ポケモンとして登場。サトシのリザードンと空中戦を繰り広げる。声優は小西克幸。

## コラッタ
| 分類: ねずみポケモン       | タイプ: ノーマル     | 高さ: 0.3m   | 重さ: 3.5kg    |
| 特性: こんじょう/ にげあし | かくれ特性: はりきり | 進化前: なし | 進化後: ラッタ |

小さなネズミの姿をしたポケモン。すさまじい生命力と繁殖力を誇り、一匹見かけたら付近に40匹はいると言われるほど。雑食であり、草原、森、洞窟、市街地、廃墟、古来より現存する木造建築物など、食料さえあればどこにでも住める。警戒心が強い。
強力な武器である前歯は絶えることなく伸び続けるため、石をかじって削っている。前歯が伸びる速さを、同じく前歯が特徴的なポケモンであるビッパと比べたところ、結果はほぼ同じ。
ポッポと同じく序盤の草むらに出現するため最初に捕まえられることが多い。『ピカチュウ』以降では廃墟にも、『金・銀』以降では洞窟にも生息し、『ブラック2・ホワイト2』ではヒウン下水道に生息する。
TVアニメ版では第1話で初登場。サトシがよそ見をしている隙にリュックの中身をあさるシーンがあった。ゲーム本編と同様、カントー地方では非常にありふれたポケモンとされているのか、それ以降も他のトレーナーのポケモンとして何度か登場している。
アローラのすがた
タイプ：あく・ノーマル、高さ：0.3m、重さ：3.8kg、特性：くいしんぼう／はりきり。
アローラ地方でのコラッタの姿。体色は黒色で通常のコラッタと異なり、都市部を中心に生息し、夜行性である。数十匹の群れで暮らしている。鮮度が良いものや美味しい食事の香りを嗅ぎ分ける能力に優れており、意外にグルメである。鮮度が悪いものには見向きもしない。
アローラ地方で他地方のコラッタが大量発生した際に、その対策としヤングースが連れてこられた。そのため、ヤングースから逃げて生活圏や活動時間を変えたため、その環境に適応・変化していった。

## ラッタ
| 分類: ねずみポケモン       | タイプ: ノーマル     | 高さ: 0.7m       | 重さ: 18.5kg |
| 特性: こんじょう/ にげあし | かくれ特性: はりきり | 進化前: コラッタ | 進化後: なし |

コラッタから進化したポケモンであり、ネズミのような姿をしている。体色はコラッタの薄紫色から茶色へと変化している。鼻から腹部にかけては薄い茶色。全身の毛はやや毛羽立っている。コラッタの尾の先はやや太く丸まっていたが、こちらは先に行くに従って細くなっている。
前歯が上下とも大きく突き出しているのが特徴。前歯は一生伸び続けるため、物を齧ることで削っている。その威力はコンクリート製のビルすら倒壊させるほどだと言われる。髭はバランスをとる役割を果たしており、髭が切られると動作が鈍る。後ろ足の3本の指の間には水かきを持ち、川を泳ぎ獲物を捕らえる際に使用される。雌の髭は雄のものよりやや短い。
「いかりのまえば」や「ひっさつまえば」など前歯を生かした噛み付き攻撃が得意で、タマゴ技として「かえんぐるま」も習得可能。
野生のラッタは『ファイアレッド・リーフグリーン』では「オレンのみ」もしくは「オボンのみ」、『ダイヤモンド・パール』では「ホズのみ」を持っていることがある。
『赤・緑』ではライバルの手持ちポケモンとしても出現するが、ポケモンタワーでの対戦を境に一切ライバルの手持ちとして登場しなくなるのでユーザーからは「ライバルのラッタが死んだのでは?」と疑われるようになり、これは半ば都市伝説となっている。これについて後年公式に「ライバルは大事にしていたポケモンにタワーまで会いに来ていたのかも知れない。そのときロケット団とフジ老人のもめごとが起きていたはずだけど、上の階で起こっているコトに気づかないぐらい感傷的になっていたのかもしれない」と示唆されている。
TVアニメでは第15話で豪華客船サントアンヌ号に乗船していたジェントルマンが使用した。サトシと対戦後、サトシの使用したバタフリーと交換されるが、軽い気持ちだけで交換したことを後悔したサトシの頼みで交換し直した。
ロケット団の一人、ヤマトのポケモンとしても登場している。この回ではヤマト・コサブロウの名乗り口上の最後に登場し、「らっちゅーの」と言って締めていた。ヤマトがロケット団を脱退した後も相棒としてそばにいる。
アローラのすがた
タイプ：あく/ノーマル、高さ：0.7m、重さ：25.5kg、特性：くいしんぼう/はりきり。
アローラ地方でのラッタの姿。体色は黒色で通常のラッタと異なり、都市部を中心に生息しているため、これまでに発見されていたラッタよりも高カロリーの食事をしており、太ったタフな体をしている。巣穴に大量のエサを貯蔵し続け、大抵は群れのコラッタにエサを集めさせ、自身は巣穴で食べているだけである。鮮度のいい果実や、高級食材のみを判別して食べる。この能力を利用し、とある高級レストランでは、食材の仕入れにラッタを連れて行ったり、新作の味見をさせているという噂もある。
あくタイプが追加されたことで、「かみつく」や「かみくだく」が有利に使えるようになり、ゴーストタイプに強くなったが、逆にかくとう技が4倍のダメージとなり、さらにむしタイプやフェアリータイプに弱くなった。
『ポケットモンスター ムーン』における、メレメレじまの試練の舞台、茂みの洞窟のぬしポケモン。アニメではぬしポケモンとして、通常の個体より遥かに巨大な個体が登場。巨体に似合わぬスピードととてつもないパワーでロケット団やスカル団を圧倒させるも、ムサシのミミッキュの猛攻に敗れた。

## オニスズメ
| 分類: ことりポケモン | タイプ: ノーマル/ ひこう | 高さ: 0.3m   | 重さ: 2.0kg        |
| 特性: するどいめ     | かくれ特性: スナイパー   | 進化前: なし | 進化後: オニドリル |

「ことりポケモン」の分類の通り、小さな鳥の姿をしたポケモン。同じく「ことりポケモン」であるポッポやネイティと違って性格が荒々しい。自分の住みかを守るために短い翼を忙しく羽ばたかせて飛び回る。相手が最後に使った技を即興で真似て繰り出す「オウムがえし」を使い始めると手強い。時々、アーボやニューラにタマゴを捕食されることがある。また、ソーナノやミニリュウにタマゴを奪われることがある。しかしアメタマとウリムーは優しく接する。
『赤・緑』、『ファイアレッド・リーフグリーン』では序盤から様々な場所に出てくるポケモンである。
アニメ版では第一話に初登場。サトシに石をぶつけられて怒り、集団でサトシたちを襲うが、ピカチュウに撃退された。その後このオニスズメはオニドリルに進化して、森のポッポの群れを襲撃していることがオレンジ諸島編の序盤で明らかにされた。気性の荒い性格から悪役として登場することも多い。

## オニドリル
| 分類: くちばしポケモン | タイプ: ノーマル/ ひこう | 高さ: 1.2m         | 重さ: 38.0kg |
| 特性: するどいめ       | かくれ特性: スナイパー   | 進化前: オニスズメ | 進化後: なし |

オニスズメから進化したポケモン。くちばしや首が長く伸びており、頭に赤いトサカが生えた。持久力に優れ、一日中飛行し続けても平気。基本的に肉食で、地中や水中の小さな生物を長いくちばしでつまみ出して食べる。警戒心が強い。
『赤・緑』ではとりつかいがピジョンと同等程度の頻度で使用してくる。
アニメ版では初期オープニングでピジョットとの空中戦シーンがあり、オレンジ諸島編序盤でもサトシのピジョットと戦うシーンが描かれている。他にも悪役が使用するポケモンとして何度か登場。

## アーボ
| 分類: へびポケモン   | タイプ: どく               | 高さ: 2.0m   | 重さ: 6.9kg        |
| 特性: いかく/ だっぴ | かくれ特性: きんちょうかん | 進化前: なし | 進化後: アーボック |

ヘビのような姿をしたポケモン。とても大きい物を飲み込む時は、あごを外して丸飲みするが重くて動けなくなる。餌はポッポやオニスズメのタマゴ。生まれたてのアーボには毒がなく、噛まれても痛いだけで済むが、ある程度成長すると毒を分泌する器官が発達する。舌を軽く出すことで周囲の危険を感じ取る。草むらだけでなく、墓地などにも生息している。
アニメ版ではロケット団のムサシの手持ちポケモンとして登場した。AGではポケモンハンター･リョウに捕まった群れとして登場、ムサシと別れたアーボックに守られながら森の奥へ逃げた。

## アーボック
| 分類: コブラポケモン | タイプ: どく               | 高さ: 3.5m     | 重さ: 65.0kg |
| 特性: いかく/ だっぴ | かくれ特性: きんちょうかん | 進化前: アーボ | 進化後: なし |

アーボの進化形でコブラのような姿をしている。インドコブラのように、腹部（フード）には恐ろしげな顔のような模様があり、これで相手を威嚇する。コブラのフードは本来威嚇の際にのみ開くが、アーボックの場合は常に開いている。弱い敵はこの模様を見ただけで立ち竦み、動けない隙に捕食される。模様は生息する地域により微妙に異なる。執念深い性質を持ち、一度狙いを定めた獲物は逃がさない。胴体で獲物に巻き付いて締め付ける。胴体にはドラム缶をもぺしゃんこに潰すほどの威力があり、巻き付かれた獲物は逃げられない。地面に響く振動で獲物の居場所を察知することもできる。
『ファイアレッド・リーフグリーン』と『ルビー・サファイア・エメラルド』では腹の模様が異なる。『赤・緑・青・ピカチュウ』および『ファイアレッド・リーフグリーン』では、ポケモンリーグ四天王であるキクコが使用する。
漫画『ポケットモンスターSPECIAL』ではジョウト四天王であるキョウ（第1章ではセキチクシティジムリーダーであり、ロケット団にも所属）のポケモンとして登場。頭さえ残っていれば、体を切断されてもすぐに復元できるという再生能力を持っている。
アニメ版ではロケット団のムサシのアーボが進化して登場。AG編まで長らくムサシの手持ちにいたが、ポケモンハンターのリョウの手からアーボの群れを守るためにムサシと涙の別れをした。
第8シリーズでは96話にてクネクネ団のスネーク（声 - 三木一眞）のポケモンとして登場。

## ピカチュウ
| 分類: ねずみポケモン | タイプ: でんき         | 高さ: 0.4m       | 重さ: 6.0kg        |
| 特性: せいでんき     | かくれ特性: ひらいしん | 進化前: ピチュー | 進化後: ライチュウ |

「ねずみポケモン」の分類の通り、齧歯類をモチーフとしたポケモン。肌は黄色・背に茶色の縞模様があり、耳の先端が黒い。また、尻尾は稲妻のようなギザギザの形をしており、付け根は茶色くなっている。メスは尻尾の先端が二股に分かれ、ハート型になっている。戦う時は体当たりをしたり、尻尾を叩きつけたりする他、この「でんきぶくろ」で作られた電気を放出して相手にぶつける「10まんボルト」や「かみなり」で相手を攻撃する。専用Zワザは「ひっさつのピカチュート」と「1000まんボルト」。後者は「サトピカZ」を持ったサトシのピカチュウだけのZワザとなっている。そのため、唯一専用Zワザを2つ持っているポケモンである。1000まんボルトはひっさつのピカチュートよりも威力は劣るが、急所に当たりやすい。また、元になる技が「ボルテッカー」ではなく「10まんボルト」になっているところも違う。
第2作『ポケットモンスター 金・銀』より、進化前の形態としてピチューが登場した。
アニメ『ポケットモンスター』では主人公サトシの第一のパートナーであり、物語の中心的な存在となったことからシリーズを象徴する人気キャラクターとなった。『ピカチュウげんきでちゅう』や『ポケモンチャンネル 〜ピカチュウといっしょ!〜』、『ポケパークWii 〜ピカチュウの大冒険〜』などピカチュウを主人公とするゲームをはじめ多数のキャラクター商品が作られており、漫画などほかの翻案でもしばしば重要な役割を担わされている。また「ピカチュウ・ザ・ムービー」として、劇場版『ポケットモンスター』のシリーズの総称にも用いられている。
『大乱闘スマッシュブラザーズシリーズ』ではマリオやリンクなどと共にシリーズ全作で初期キャラクターとして登場（声優はテレビアニメ版と同じく大谷育江）。
『ポケモン不思議のダンジョン 救助隊ガンバルズ』ではピチューの兄として登場。声優は半場友恵。
『ポッ拳 POKKÉN TOURNAMENT』のバトルポケモンの内、「マスクドピカチュウ」を含めると2匹分参戦している。

## ライチュウ
| 分類: ねずみポケモン | タイプ: でんき         | 高さ: 0.8m         | 重さ: 30.0kg |
| 特性: せいでんき     | かくれ特性: ひらいしん | 進化前: ピカチュウ | 進化後: なし |

ピカチュウから進化したポケモンであり、ピカチュウと同じくネズミがモチーフとなっている。全体的に体格が良くなりピカチュウと比べると身長は2倍、体重は5倍になり、特に足と尾が発達した。体毛はオレンジ色に、電気袋は黄色に変わっている。メスは尻尾の先端が少し短く欠けたような形になっている。
長く伸びた尾はアースの役割を果たし、これによりライチュウ自身が感電することはない。また、帯電した時は尾を地面に付けた状態で放電し、この状態になると筋肉が膨れ上がり、攻撃的になる。そのため、ライチュウの巣の付近には地面が焦げている部分があるという。
ピカチュウに「かみなりのいし」を使って進化させることで得ることができるほか、『赤・緑・青』では無人発電所やハナダの洞窟などに生息しているものもいる。ピカチュウ譲りの電気攻撃に加え、発達した体を使っての打撃攻撃も得意とする。エレキブルやレントラーに次いで電気タイプの中でトップクラスの攻撃力を持っている。
また、初代の図鑑では「電撃はインドゾウでも気絶する」と表記されていた。
トレーナーでは『赤・緑・青・ピカチュウ』『ファイアレッド・リーフグリーン』『金・銀・クリスタル』『ハートゴールド・ソウルシルバー』ではクチバシティジムリーダーのマチス、「ダイヤモンド・パール・プラチナ』ではナギサシティジムリーダーのデンジ、『X・Y』では友人のトロバが使用する。『スカーレット・バイオレット』ではアカデミー教師のセイジがオスの姿をエースポケモンとして使用し、でんきタイプにテラスタルさせる。
1997年・1998年の公式大会の全国トーナメントで登場しなかったポケモンのみ参加できる1999年の全国大会では優勝者の手持ちポケモンになるという実績を残している。
『クリスタル』以前の各バージョンでは、ポケモンスタジアムの景品である「なみのりピカチュウ」を進化させることにより、「なみのりライチュウ」を手に入れることができ、苦手な地面タイプにも対抗できる。また、「なみのり」を使用する時はサーフボードではなく自分の尻尾に乗る。
アニメではジムリーダー・マチスのポケモンとして登場。強力なパワーや電気技で挑戦者を次々に倒してきた。一度はピカチュウを負かしたもののゲットしてすぐ進化させてしまったゆえにスピード技を覚えていないことが仇となり再戦においてはピカチュウのスピード技に翻弄され敗れる。性別はオス。声優は高乃麗。ゴウもゲットしたピカチュウがライチュウに進化している。性別はメス。こちらの声優は真堂圭（進化前のピカチュウも担当）。これ以外にもサトシのピカチュウに匹敵するほどのつわものとして何度か登場している。
リージョンフォーム
タイプ：でんき・エスパー、高さ：0.7m、重さ：21.0kg、特性：サーフテール
アローラ地方でのライチュウの姿。体色は茶色で眼は青くなり、手や足の先は白くなっている。また鋭角だった耳や尻尾の先が丸みを帯びている。
念力で電気を操ることができ、尻尾の先をサーフボードに見立てたサーファーのようなスタイルで常時浮遊している他、「サイコキネシス」等のエスパーわざを使用できる。専用Zワザは「アロライZ」を持たせて使う「ライトニングサーフライド」。アロライという別名はこのアロライZが由来。
このような変貌を遂げた理由については研究者にもよく分かっていないが、その要因のひとつは餌にあるとされ、アローラ地方の人々によれば「丸くてふわふわなパンケーキを食べたからでは」と言われており、アロライを筆頭とするリージョンフォームの謎のひとつである。
トレーナーではライバルのハウやエーテル財団のザオボーが使用する。
『大乱闘スマッシュブラザーズ SPECIAL』では、モンスターボールから出現するサポートキャラクターとして登場。尻尾に乗って敵ファイターに突撃を仕掛ける。

## サンド
| 分類: ねずみポケモン | タイプ: じめん       | 高さ: 0.6m   | 重さ: 12.0kg       |
| 特性: すながくれ     | かくれ特性: すなかき | 進化前: なし | 進化後: サンドパン |

分類は「ねずみポケモン」だが、外見はアルマジロやセンザンコウに近い。砂漠地帯に生息し、砂に潜って眠る。背中の模様がレンガのように見える。冷える朝、目を覚ますと皮膚の表面に水滴が付く。丸くなった状態で高所から落ちても、ボールのようにバウンドし、怪我一つしない。レベル22でサンドパンに進化する。
2018年12月6日より、サンドとアローラのサンドは、「とっとりふるさと大使」に任命された。また、同日から翌年の1月14日まで大使就任を記念した「サイドおいでフェスin鳥取」が催された。2020年には、3月10日の「サンドの日」にあわせて『サンドのポケふたの発表会』を予定していたが、新型コロナウイルスの流行によりWebでの発表を余儀なくされた。ポケふたの設置状況は、2020年の春季には鳥取県内に14ヵ所に設置され、秋季には新たに5ヵ所の設置が発表され県内の全19市町村に設置された。
アニメ版では、第1話から登場する。第8話では非公式のジムリーダー・アキラ（声：檜山修之）のポケモンとして登場。養成ギプスを着けて丸まってしまったピカチュウと、それを真似して丸くなったサンドをロケット団が見て、間違えてサンドをさらってしまうシーンが描かれた。アキラと100連勝を達成した後はアキラと共に旅に出た。カメオ出番も多い。
テレビアニメ第8シリーズ（『リコとロイの旅立ちシリーズ』）ではアンのポケモンとして第21話から登場。声優はエクスプローラーズのメンバーであるコニア役の志田有彩。
アローラのすがた
タイプ：こおり・はがね、高さ：0.7m、重さ：40.0kg、特性：ゆきがくれ
アローラ地方でのサンドの姿。雪山の過酷な環境に適応し、体が変化した。堅い鋼のような皮膚の上に、氷の外殻をまとっている。防御に優れる一方柔軟性には欠け、これまでに発見されていたサンドのように体を丸めることはできず、せいぜい手足や頭を引っ込ませられる程度が限界。その時の姿はかまくらに似た形状をしている。体重が重くなり、これまでに発見されていたサンドよりも動きは遅くなったが、手足の爪で氷上を滑らず移動できる。すばやく移動するときは、腹を使ってカーリングのストーンのように滑る。アニメでは通常の個体と大型の個体が登場した。このサンドはゲーム版では存在しない、ぬしポケモンのサンドである。声優はうえだゆうじ。

## サンドパン
| 分類: ねずみポケモン | タイプ: じめん       | 高さ: 1.0m     | 重さ: 29.5kg |
| 特性: すながくれ     | かくれ特性: すなかき | 進化前: サンド | 進化後: なし |

サンドの進化形。ねずみポケモンに分類されるが、その姿はハリネズミやヤマアラシ、センザンコウなどの特徴を足したようなもの。頭から背中、腰部にかけて無数の針に覆われ、体を丸めるとイガグリ状になる。このため他のポケモンから襲われることは少ない。発達した鋭い爪と背中の針で攻撃するが、爪と針は割りと折れやすい。この折れた爪や針を農具などに再利用されることがある。
トレーナーでは、「ブラック2・ホワイト2」でジムリーダーのヤーコンが「1」のガマガルに代わって使用する。
アニメ版では、ポケモンレースに出場する個体や、巨大なイワークの体の隙間に挟まって四天王のシバに救出された個体もいる。金銀編ではヒノアラシをゲットしようとする不良トレーナーのユウジのポケモンとしても登場。ヒノアラシがサトシにゲットされた後も横取りしようとヒノアラシに勝負を挑むが、爪が木に刺さり身動きが取れない状態のまま、ヒノアラシの落下式「たいあたり」を喰らい負ける（それでもユウジは懲りずにヒノアラシを奪おうとして「かえんほうしゃ」を直接喰らい逃げ去った）。『ミュウツーの逆襲』ではソラオのポケモンとして登場。動きが鈍いため、ミュウツーにすぐ捕まり、その後コピーと対戦する。
テレビアニメ第8シリーズ（『リコとロイの旅シリーズ』）ではアンのサンドが進化して登場。声優は進化前と同様に志田有彩（第90話-第91話のエンディングクレジットで判明）。
アローラのすがた
タイプ：こおり・はがね、高さ：1.2m、重さ：55.0kg、特性：ゆきがくれ
アローラ地方でのサンドパンの姿。原種とは異なり「こおりのいし」を使って進化する。背中の針が氷に覆われ、鋭く巨大に発達した。強敵から身を守るときには、雪の中に隠れ、針だけを外に出す。体にまとう氷の重さで、これまでに発見されていたサンドパンよりも体が重く、動きも鈍い。だが、雪原や氷上では、鉤爪で雪かき車のように道を作りながら非常に素早く移動できる。このときに雪を掻き上げて舞い上がるしぶきは非常に美しく、その瞬間を収めるために雪山を目指すカメラマンも多い。ただし、このサンドパンの住処はかなりの山奥で遭難の危険性が高いため、無許可の入山は禁止されている。
トレーナーではホクラニ天文台所長（『ウルトラサン・ウルトラムーン』では、ハラに代わり四天王も兼任）のマーレインと、ポケモントレーナーのジーナが使用する。
アニメではサンドの群れのリーダーを務める大型個体が進化した。声優は進化前と同じくうえだゆうじ。

## ニドラン♀
| 分類: どくばりポケモン         | タイプ: どく         | 高さ: 0.4m   | 重さ: 7.0kg        |
| 特性: どくのトゲ/ とうそうしん | かくれ特性: はりきり | 進化前: なし | 進化後: ニドリーナ |

ウサギに似た形のポケモン。当初はポケモンに性別の区別がなかったが、ニドランだけは『赤・緑』の時から雄・雌で区別されていた。『金・銀』以降はニドラン以外のポケモンにも性別の概念が導入され、『ダイヤモンド・パール』からはニドラン同様に雄雌で容姿が異なったり進化が分岐したりするポケモンも登場したが、ニドランは現在でも唯一、雄と雌で別々の図鑑番号が与えられている。ヒゲで風向きを感じ、♂より優れた嗅覚で餌を探す。
♂よりも角が短いが、毒の強さは♂と同じくらいである。草食で、毒草を食べることでその毒素を自身の毒にしている。
アニメ版では第101話で登場。お互い仲が悪い男女のトレーナーの女子の手持ちポケモンだが、ニドラン♂とトレーナーに秘密で親しくしている。最後にはトレーナー同士も間違いに気づいて仲良くなり、♂とキスしてニドリーナに進化する。

## ニドリーナ
| 分類: どくばりポケモン         | タイプ: どく         | 高さ: 0.8m        | 重さ: 20.0kg       |
| 特性: どくのトゲ/ とうそうしん | かくれ特性: はりきり | 進化前: ニドラン♀ | 進化後: ニドクイン |

ニドラン♀の進化形。進化して角が退化したが、これは子供に餌を与えるために間違って自分の角が刺さらないようにするため。その代わりに引っ掻いたり噛み付いたりなどの肉弾戦は得意。温厚な性格だが、口から超音波を出すこともできる。
ニドラン♀がニドリーナに進化すると繁殖能力が無くなり、タマゴを産まなくなる（産めなくなる）。この事は『赤・緑』しか無かった頃に発売された『公式ファンブック』（1996年発行）で既に説明されており、『金・銀』以降にゲーム内の機能として結実している。
アニメ版では、ニドラン♂とキスをした♀が本種に進化した。ジムリーダーのアカネのポケモンとしても登場するが、サトシのヒノアラシに敗北する。

## ニドクイン
| 分類: ドリルポケモン           | タイプ: どく/ じめん   | 高さ: 1.3m         | 重さ: 60.0kg |
| 特性: どくのトゲ/ とうそうしん | かくれ特性: ちからずく | 進化前: ニドリーナ | 進化後: なし |

ニドリーナの進化形。ニドリーナに「つきのいし」を使用することで進化する。進化に伴い二足歩行するようになる。貫禄のある体から大技を繰り出す。興奮すると体中を覆っている鱗が逆立ち、その鱗に刺されると体に毒が回る。母性本能が強く、外敵から子供を命懸けで守る。ニドリーナと同じく、繁殖能力は既に失われている。
ロケット団のボス（『赤・緑』系のゲームでは兼トキワジムリーダー）・サカキのポケモンとしても知られている。なお、シルフカンパニーでの戦闘時、および『ハートゴールド・ソウルシルバー』の特別イベントではサカキの切り札となっている。
アニメではシゲルの手持ちポケモンとして登場。高いパワーでロケット団を撃退した他、ニャースのひっかき攻撃を物ともしないほどの頑丈なボディを持っている。サトシとのジョウトリーグでは多彩な技と持ち前のパワーをフルに活かして「いわくだき」や「はかいこうせん」でケンタロスに勝利し、カビゴンには「にどげり」で攻めるも「はかいこうせん」をかわされ、「れいとうパンチ」で敗北。オレンジ諸島編ではダンのポケモンとして登場。「れいとうビーム」を使うことができ、サトシのラプラスより早く間欠泉を凍らせて勝利。『ポケットモンスター ミュウツー! 我ハココニ在リ』ではミュウツーとともにピュアーズロックに移住したコピーニドクインが登場。ここでは、ニドラン♀でもニドリーナでもない、コピーニドクインの幼生も登場する（コミカライズ版ではニドラン♀になっている）。『アドバンスジェネレーション』第72話「タッグバトル! サトシVSハルカ!?」では、アンドリュー（声 - 川瀬晶子）のポケモンとして登場。オスカーのニドキングと共にサトシやハルカ、およびロケット団とのタッグバトルで圧勝。
1998年公開の『ミュウツーの逆襲』では、ウミオのポケモンとして登場。水タイプを使うウミオの手持ちでは唯一水タイプではない。前述のコピーニドクインと戦った。

## ニドラン♂
| 分類: どくばりポケモン         | タイプ: どく         | 高さ: 0.5m   | 重さ: 9.0kg        |
| 特性: どくのトゲ/ とうそうしん | かくれ特性: はりきり | 進化前: なし | 進化後: ニドリーノ |

ウサギに似た形のポケモンで、ニドラン♀と同様、ポケモンに性別の区別が存在しなかった『赤・緑』の時から、雄・雌が区別されていた。『金・銀』以降はニドラン以外のポケモンにも性別の概念が導入され、『ダイヤモンド・パール』からはニドラン同様に雄と雌で容姿が異なったり進化が分岐したりするポケモンも登場したが、ニドランは現在でも唯一、雄と雌で別々の図鑑番号が与えられている。
ニドラン♀よりも角が長く、額の毒針にある毒も強い。また、耳も大きいため、周りの音を聞き分けて様子を察知できる。遠くの音を聞くときには耳を羽ばたかせるかのように動かす。
♀がニドリーナに進化するのに対し、♂はニドリーノに進化する。
アニメ版『ポケットモンスター』では第101話でニドラン♀とともに登場する。お互い仲が悪い男女のトレーナーの男子の手持ちポケモンだが、女子トレーナーのニドラン♀と相思相愛のため、トレーナーに秘密で親密にしている。最後にはトレーナー同士も間違いに気づいて仲良くなり、♀とキスしてニドリーノに進化する。
カートゥーン風のWEBアニメ「ユメノツボミ」ではトレーナーを目指す少女、ツボミ（声 - 水瀬いのり）が出会った野生のポケモンとして登場。ツボミに助けられたことがきっかけで、ツボミのパートナーになる道を選び、ツボミがトレーナーになるきっかけを作った。また、ツボミが旅に出た際にはニドリーノに進化しており、ゲンガーとバトルする（初代ゲームのOPのオマージュ）。

## ニドリーノ
| 分類: どくばりポケモン         | タイプ: どく         | 高さ: 0.9m        | 重さ: 19.5kg       |
| 特性: どくのトゲ/ とうそうしん | かくれ特性: はりきり | 進化前: ニドラン♂ | 進化後: ニドキング |

ニドラン♂の進化形。怒りっぽい性格で、ダイヤモンドの原石を串刺しにするほど硬くて鋭い角を持つ。角を突き刺した時の衝撃で毒が染み出る仕組みになっている。
『赤・緑』、『ファイアレッド・リーフグリーン』のオープニングでゲンガーと戦っている。ゲームを始めてオーキド博士に最初に紹介されるポケモンもニドリーノである。
ニドリーナとは違って、進化しても繁殖能力がなくなる訳ではなく、ちゃんとタマゴグループが存在しており、メタモンと預ければ、タマゴが見つかる。
アニメ『ポケットモンスター』では、ポケモンリーグ岩のフィールド2回戦で、最後の相手として登場。サトシのゼニガメのみずてっぽうを受け、ロケットずつきでとどめをさされ敗れた。ピックアップされた物語では、ニドラン♀とキスをした♂が進化した。

## ニドキング
| 分類: ドリルポケモン           | タイプ: どく/ じめん   | 高さ: 1.4m         | 重さ: 62.0kg |
| 特性: どくのトゲ/ とうそうしん | かくれ特性: ちからずく | 進化前: ニドリーノ | 進化後: なし |

ニドリーノの進化形。ニドリーノに「つきのいし」を使用することで進化する。
進化に伴い二足歩行するようになる。毒をもつ角も一段と長くなった。背中には毒のトゲが約6 - 8本生えている。鋼のように頑強な皮膚と、太く逞しい手足や尻尾を生かした力強い闘い方を得意とする。尻尾を巻きつけたまま締め付け、相手の背骨をも簡単にへし折ってしまうほどの力を持つ。とても甲高い声で鳴く。ニドクインと比べて凶暴かつ暴れん坊なイメージが強調されているが、ニドクインの前では穏やかになる。
『赤・緑・青』では、目が大きく身体も太い感じであったが、『ピカチュウ』以降は身体がスマートになり、目つきも変わっている。立体デザインでは、第1作目『ポケモンスタジアム』と『ポケモンスタジアム2』でその違いがよく分かる。
1997年・1998年の公式大会の全国トーナメントで登場しなかったポケモンのみ参加できるニンテンドウカップ99では優勝者の手持ちポケモンになるという実績を残している。バランスの良い能力と「つのドリル」による制圧力や、豊富に技を覚えることによる様々な戦術に対する柔軟性などで活躍した。
高い攻撃力の持ち主で特攻もそれなりに高いため「かえんほうしゃ」や「10まんボルト」、「なみのり」や「れいとうビーム」など特殊技も使いやすいポケモンでもある。
アニメ第90話「ピンクのポケモンじま」では、オレンジ諸島・ピンカン島に棲むピンク色の野生個体が登場。サトシ達に襲いかかり角から「はかいこうせん」を撃つが、カスミのトゲピーの「ゆびをふる」で発動した防御技により無効化された。『アドバンスジェネレーション』第72話「タッグバトル! サトシVSハルカ!?」では、オスカー（声 - 千葉一伸）のポケモンとして登場。アンドリューのニドクインと共にサトシやハルカ、およびロケット団とのタッグバトルで圧勝。『ダイヤモンド&パール』（以下DP）ではシンジの手持ちポケモンとして登場、ジンダイのレジスチルに敗れ、『2019年版』では野生の個体が登場（使用技は「だいちのちから」「ヘドロウェーブ」「だいもんじ」）、ミュウとバトルするが呆気なく敗れるなど、やられ役扱いも多い。
『ミュウツーの逆襲』でシゲルのニドキングが登場。ウインディと共に鎧をまとったミュウツーに立ち向かうが、エスパー技により戦闘不能になるシーンがあった。『セレビィ 時を超えた遭遇』では、野生個体が数多く登場した。

## ピッピ
| 分類: ようせいポケモン               | タイプ: フェアリー         | 高さ: 0.6m   | 重さ: 7.5kg      |
| 特性: メロメロボディ/ マジックガード | かくれ特性: フレンドガード | 進化前: ピィ | 進化後: ピクシー |

フェアリータイプのポケモン。くるりとカールした頭の毛と尾が特徴。ピカチュウと同様に耳の先が黒い。また、背中には小さな羽がある。飛行能力はないが、この羽に月の光を集めることで空中に浮かぶことが出来ると言われる。非常に発達した聴覚を有し、1km離れた場所での針の落下音を聴き取れる。愛くるしく、女性のトレーナーに人気だが、めったに見かけることはない。満月の夜に集まって仲間とダンスすると周囲は異常な磁場に包まれるという。性別比は1･3でメスの比率が高い。
『ポケットモンスター 赤・緑』の発売当初は、各種メディアでプリンと共にピッピを可愛いポケモンの代表格として扱っていたが、アニメ放送開始に伴い、結果としてピカチュウがその位置に収まるようになった。『ブラック2・ホワイト2』まではノーマルタイプだったが、『X・Y』からは、ようせいポケモンという分類通りフェアリータイプに変更された。
また、ゲーム中にはピッピをモデルにしたアイテム「ピッピにんぎょう」が登場する。これは野生ポケモンに遭遇した際に使うと、必ず逃げることが出来るという効果がある。
『ウルトラサン・ウルトラムーン』ではリーリエの正式なパートナーポケモンになっている。
アニメ版では、第6話でお月見山で「つきのいし」の周りでピクシーと共に踊るシーンが描かれている。それ以降、何度か宇宙人疑惑をベースとした回があった。また、第7シリーズではサクラギ博士と仲の良かったピッピも登場しており、こちらはピクシーに進化している。声優は永井真里子。
テレビアニメ第8シリーズ（『リコとロイの旅シリーズ』）では第16話のおまけコーナーである「フリード博士のポケモンゼミ」にて2体がブラッキーとキャプテンピカチュウと共にお月見を楽しんでいた様子が描かれた。
『ニンテンドウオールスター!大乱闘スマッシュブラザーズ』『大乱闘スマッシュブラザーズDX』ではモンスターボールから登場。「ゆびをふる」により、いくつかの技の中からランダムで1つを発動する。『DX』のフィギュア説明によると代表的な技は「ゆびをふる」であるとのこと。
穴久保幸作による漫画版では主人公。このピッピは食いしん坊でギャグメーカーなキャラとして描かれており、非常にコミカルな雰囲気となっている。トレーナーのレッド（赤井勇）はピッピに毎回ツッコミを入れるが、ピッピがロケットで爆発した時は（実は爆発寸前で逃げていた）本気で心配するなど互いに信頼しあっている。一度だけアニメ化されており、サトシが見た映画のシーンで登場。ピッピが旅の途中でヒメグマからハンバーガーを横取りしたため、母親のリングマに殴り飛ばされた（この時サトシは大爆笑していたが、シゲルは冷めた目をしていた）。

## ピクシー
| 分類: ようせいポケモン               | タイプ: フェアリー   | 高さ: 1.3m     | 重さ: 40.0kg |
| 特性: メロメロボディ/ マジックガード | かくれ特性: てんねん | 進化前: ピッピ | 進化後: なし |

ピッピから進化したポケモン。ややスマートな体型になり、耳と背中の羽が長くなる。非常に耳がよく、1km離れたところで落とした針の音さえ聞き分けられる。普段は山奥に住んでいて人に姿を見られるのを好まないことから妖精の仲間とも言い伝えられている。
『ブラック2・ホワイト2』まではノーマルタイプだったが、『X・Y』からは、フェアリータイプに変更された。
『X・Y』ではライバルのセレナ/カルムがキナンシティでの対決時に使用する。『サン・ムーン』ではエーテル財団代表のルザミーネが使用する。
『Pokémon UNITE』の初公開映像にて使用ポケモンとして登場しており、実装されてからはしばらく登場していなかったが2022年10月に登場予定。
アニメではおつきみやまにてピッピの群れが「ゆびをふる」で発生した技でロケット団を撃退し、その衝撃で砕けた「つきのいし」のかけらによって何匹かが進化した。『サン&ムーン』ではゲーム版と同じく、ルザミーネのポケモンとして登場し、61話からサトシ達率いる「ウルトラガーディアンズ」のメンバーとなり、彼らのバックアップとサポートを担当する。

## ロコン
| 分類: きつねポケモン | タイプ: ほのお     | 高さ: 0.6m   | 重さ: 9.9kg        |
| 特性: もらいび       | かくれ特性: ひでり | 進化前: なし | 進化後: キュウコン |

道の駅羊のまち 侍・しべつ（北海道士別市）に設置されたマンホール。向かって左がロコン。

キツネをモチーフにしたポケモン。茶褐色の胴体に、先端がカールした6本の尾をつけ、ダークブラウンの瞳と小さな口、正三角形に近い丸みを帯びた耳を持つ。頭の上にも尾と似た毛が3本生えており、尾と同様の橙色をしている。腹部は薄黄色であるほか、4本の足は半分より下側が胴体よりも濃い茶色をしている。性別比は1･3でメスの比率が高い。
生まれたばかりの頃は真っ白で1本の尾しか持たないが、成長するにつれて先端から尾が分かれる。ただし、タマゴから生まれる時は成体と変わらない。その毛皮と尾は美しく、成長するとその毛皮はより分厚く豪華になる。体内には消えない炎があり、体温が上がると熱くなり過ぎないように口から炎を吐き出す。
自分より強い敵に遭うと、怪我を負った振りをして敵を騙し無傷で逃げ出す。炎を意のままに操り、鬼火を作り出す。進化する直前は6本の尻尾は火の如く熱くなる。
トレーナーでは。『スカーレット・バイオレット』の有料追加コンテンツ「ゼロの秘宝 前編・碧の仮面」でブルーベリー学園の生徒でありスグリの姉でもあるゼイユが初戦で使用。その後は3戦目の戦闘でキュウコンに進化した。
アニメではタケシのポケモンとして登場。ユキから預かった個体であり、第170話でユキと再会した時に返され、ポケモンビューティーコンテストに出場した。『サン&ムーン』ではナリヤ・オーキドのポケモンとして登場している。声優は愛河里花子。
『大乱闘スマッシュブラザーズ SPECIAL』では、モンスターボールから出現するサポートキャラクターとして登場。口から噴く「ひのこ」は、敵に当たると拘束効果を持つ火柱となる。声優は真堂圭。
アローラのすがた
タイプ：こおり、高さ：0.6m、重さ：9.9kg、特性：ゆきがくれ
アローラ地方でのロコンの姿。口からマイナス50度の息を吐き、あらゆるものを凍らせることができる。1年中雪のつもる高山に生息しており、暑さが苦手で、気温が高いときは、尻尾から氷を発生させて周囲の気温を下げる。ロコンは、人間といっしょにアローラ地方に移り住んできたが、ほかのポケモンたちの生活圏を避け、雪山で暮らすようになり、今の姿に変化したといわれている。2～5匹の群れを作り、助け合いながら暮らしている。かつてアローラでは「ケオケオ」と呼ばれていたが、名前が原種と統一したのは最近のことで、老人は現在でも「ケオケオ」と呼んでいる。
アニメではリーリエの持っていた卵から孵ったポケモンとして登場。ニックネームはシロン。声優はマオ役の上田麗奈。
『大乱闘スマッシュブラザーズ SPECIAL』では、モンスターボールから出現するサポートキャラクターとして登場。「こなゆき」を吹いて前方の敵ファイターを凍らせる。声優はアニメ『ポケモン』と同じく上田麗奈。
2016年12月1日よりポケモンセンターサッポロのロゴマークにも、このアローラ地方のロコンが描かれるようになった。また2018年には北海道庁との包括連携事業「北海道だいすき発見隊」のイメージキャラクターとして「隊長」に設定され、通常のロコンも「副隊長」に設定されている。

## キュウコン
| 分類: きつねポケモン | タイプ: ほのお     | 高さ: 1.1m     | 重さ: 19.9kg |
| 特性: もらいび       | かくれ特性: ひでり | 進化前: ロコン | 進化後: なし |

ロコンの進化形。九尾の狐のような姿をしたポケモン。ロコンの時に赤かった体毛は山吹色に変わっており、歳を経たキュウコンは黄金に輝く。非常に賢いが執念深く、危害を加えた者への復讐は必ず遂げようとする。ロコンと同様に嗅覚と聴覚に優れる。いわタイプのポケモンや伝説のポケモンを除けば最も長生きなポケモンで、1000年以上生きるとされる。
伝説によれば9人の聖なる力を持った仙人が合体して生まれたという。その9本の尾はそれぞれに不思議な力が宿っているとされ、精神操作、呪い、火、姿を消すなどの力を操る。ふざけて尻尾を掴むと1000年祟られるという。
トレーナーではカントー地方のジムリーダー・カツラが『ポケットモンスター ピカチュウ』に限って使用し、『ブラック2・ホワイト2』ではNが夏に使用する。「ソード・シールド」ではジムリーダーのカブが使用する。『スカーレット・バイオレット』の有料追加コンテンツ「ゼロの秘宝 前編・碧の仮面」ではブルーベリー学園の生徒でありスグリの姉でもあるゼイユが3戦目で初戦で使用していたロコンを進化させる形で使用。
外伝作品『ポケモン不思議のダンジョン 青の救助隊・赤の救助隊』では物語のカギを握る重要な存在である。
アニメでは「ほのおのいし」の使用だけでなく、「100年生きたロコンはキュウコンへと進化する」という設定になっている。グレンタウンのジムリーダー、カツラの手持ちポケモンとして登場し、本来相性の悪いみずタイプであるサトシのゼニガメに勝利した。
アニメ金銀編の第233話『きりのなかのキュウコン!』では、サトシの一行が200年生きているキュウコンに出会う。その際キュウコンはロココ（声：半場友恵）という女性の幻覚を見せてタケシを誘惑し、彼を引きとめようとする。最後は入っていたモンスターボールが壊れたため自由の身となり、森へ去った。声優は愛河里花子。『ミュウツーの逆襲』ではスイートのポケモンとして登場、警戒心が強くコピーとバトルした。
アローラのすがた
タイプ：こおり・フェアリー、高さ：1.1m、重さ：19.9kg、特性：ゆきがくれ、かくれ特性：ゆきふらし
アローラ地方でのキュウコンの姿。アローラ地方で神聖な山として奉られている雪山に住むキュウコンは、人々から神の使いと畏怖されてきた。性格は極めて穏やか。遭難しそうな人間を助けてくれることもあるが、これは部外者を山から穏便に追い払うためとの説が有力。ただし、生活圏を荒らすものに対しては容赦しない。全身の毛から氷の粒を発生させ操る能力がある。氷の粒で攻撃を防いだり、固めて氷の玉を作り弾丸のように飛ばしたりすることもできる。その威力は岩をも破壊するほど。
ゲーム中では進化条件のアイテムが「こおりのいし」に変更されている。また、トレーナーでは「サン・ムーン・ウルトラサン・ウルトラムーン」でククイ博士とジーナ、「スカーレット・バイオレット」でジムリーダーのグルーシャが使用する。
『Pokémon UNITE』では操作ポケモンとして登場。得意のこおり技を活かして相手の動きを封じたり、「オーロラベール」で防御するなど多彩な攻撃を得意とする。ユナイトわざは凍った相手に倍のダメージを与える「サークルネージュ」。

## プリン
| 分類: ふうせんポケモン       | タイプ: ノーマル/ フェアリー | 高さ: 0.5m       | 重さ: 5.5kg      |
| 特性: メロメロボディ/ かちき | かくれ特性: フレンドガード   | 進化前: ププリン | 進化後: プクリン |

丸い形をした、目が大きいポケモン。その大きな目で誘い込み、相手に歌を聞かせて眠らせる。色は全身ピンクで、可愛らしい見た目をしている。大きく体を膨らませてから歌う子守唄は、いつもより長くて絶対に眠くなる。デパートなどの寝具売り場には、プリンの子守唄が収録されたCDが売られている。性別比は1･3でメスの比率が高い。
ポケモンが爆発的に人気が出た当初各種メディアでピカチュウ・ピッピと共に、かわいいポケモンの代表格として扱われてきた。
『金・銀』以降は進化前の形態としてププリンが登場し、十分に懐かせることでプリンに進化できる。また、プリンに「つきのいし」を使うことでプクリンに進化する。『X・Y』からは、フェアリータイプが追加された。
ポケモンだいすきクラブが発表したデータによると、第一世代のポケモンの中で鳴き声の短いポケモンの第3位である。
『ポケモン+ノブナガの野望』ではヒロインであるオイチのパートナーポケモンとして登場する。
アニメ版では野生のポケモンとして登場。無印編の第44話「うたって!プリン!」で初登場して以来、いずれかのエピソードで度々登場している。どこからともなく現れては歌い出し、その場にいる人々を眠らせてしまうトラブルメーカーとして無印編を中心に活躍した。ネオンタウンの森で初めてサトシ達と出会った時はスランプで歌えなかったが、タケシのおかげで歌えるようになる。なお、発声練習をすることで歌えるようにしようというカスミの提案に難色を示し、素直に発声練習の真似をしたピカチュウが褒められるのに機嫌を損ねたプリンが、ばれないようにピカチュウへ蹴りを入れるという腹黒い一面も見られた。更にその後、何の関係もなくピカチュウがみんなにつられて喜んでいる場面でももう一度蹴りを入れている。
歌を取り戻して以降、歌が得意で相手に聴かせるのが好きになるが、歌い終わった時には確実に付近の人やポケモン達は眠ってしまうせいで最後まで歌を聴いてくれていない（本人は人々とその他のポケモンが「退屈だから寝た」と勘違いしているだけで、催眠効果を持っている自覚は全くない）。その後はその事に不満を抱いて、マイク型マーカーで眠った人々と他のポケモンの顔を落書きし、怒って去っていくというのが定番である。無印編では第244話「ふたごのププリンVSプリン! うたうポケモンコンサート!」を最後に登場しなくなったが（なお、この回でもチヤホヤされる双子のププリンに腹を立てて意地悪をするシーンが幾度かある）、『アドバンスジェネレーション』では1話限り（第39話「歌う! ポケモンからくり屋敷!!」）、『サン&ムーン』では第42話「カントーでアローラ!タケシとカスミ!!」以降のいずれかのエピソードに再登場。なお、SM編では第43話の終盤でアローラ行きの飛行機に乗ってそのままアローラ地方へ来たが、最終回でサトシとピカチュウが乗るカントー行きの飛行機に自身も乗ってカントー地方へ戻っている。PM2編では最終回（第136話）において、花畑で日向ぼっこしていた（このエピソードが最後の登場となった）。どの続編シリーズも歌に催眠効果がある自覚がなくて勘違いをする事や眠った人々とその他のポケモンの顔を落書きするのは相変わらずであった。この他、『ベストウイッシュ』の第4期ED「みてみて☆こっちっち」（『ベストウイッシュ』本編では未登場）や『サン&ムーン』の第2期ED「ジャリボーイ・ジャリガール」と第3期「心のノート」にも登場している。歌のメロディはチルットと同じで、ゲーム中で聞ける歌のアレンジとなっている。劇場版『キミにきめた!』ではサトシが対決した女性トレーナー（名前は不明）のポケモンとして登場している。声優はかないみか。
実写映画『名探偵ピカチュウ』にもマイクを持ったプリンが登場しており、歌っている途中で寝ているとふてくされたり、声は同じかないが担当しているなど設定はまさにアニメ版のプリンそのものである。
『アドバンスジェネレーション』の第138話「プリンの歌!パパの歌!!」では、別個体のものが登場している（なお、同エピソードでロケット団のニャースがカントー地方のプリンの存在を言及している）。「かえんほうしゃ」などを使うかなりの強敵として登場。『ポケットモンスター ダイヤモンド&パール』ではポケモンコーディネーター・ウララのポケモンとして登場。声優は池田千草。
ポケモンスタジアムやコロシアムなどの対戦ゲームでは戦闘不能になると、紙切れのようにぺちゃんこになる（これは『大乱闘スマッシュブラザーズシリーズ』のアピールとしても使われている）。
『大乱闘スマッシュブラザーズシリーズ』では、一作目である『ニンテンドウオールスター!大乱闘スマッシュブラザーズ』以来、条件を満たすことで出現する隠しキャラクターとして登場しており、『スマブラ』の隠しキャラクターの象徴的な存在となる。声優はアニメ版と同じくかないみかが担当している。任天堂を代表するキャラクター達が活躍する本シリーズにおいて、他のキャラクターの大半が各シリーズの主役級であるのに対し、プリンの参戦は意外なもので異彩を放っていたが、これはプリンがプレイヤーキャラの内の一体であるカービィと非常によく似た体型をしていたゆえ、基盤となるカービィのモデリングの流用によって1キャラ分の製作時間を短縮出来たためである。この時、他の候補にピッピも挙がっていたが、「やられ役」っぽさから最終的にプリンが選ばれたという経緯がある。そのため、最も吹っ飛ばされやすい・シールドブレイクを起こすと一発KO・地上での動きの悪さ・飛び道具やカウンター技が皆無、など「意図的に弱いキャラ」として個性付けがなされていた。
続編である『大乱闘スマッシュブラザーズDX』、『大乱闘スマッシュブラザーズX』、『大乱闘スマッシュブラザーズ for Nintendo 3DS / Wii U』にも皆勤で登場し、ルイージが『for』で初期キャラに昇格したことに伴い、初代から隠しキャラとして登場している唯一のファイターとなったが、『for Wii U』では初めて最初から使用可能なファイターとなった。なお、『DX』と『X』では、ゲーム開発が間に合わなかった場合は降板させる予定もあった「ギリギリの参戦」でもあったことが発売後のインタビュー等で触れられている。
上述のように、シリーズ1作目初代では「最も弱いキャラ」として個性付けされていたが、当初から空中性能は非常に高く設定され、空中ジャンプが5回可能で復帰力が高く、空中戦が非常に得意。また、使える技が少ない分、隙は少ない。必殺ワザ「ころがる」や横必殺ワザ「はたく」などの存在で個性が増し、下必殺ワザ「ねむる」による吹っ飛ばしは、作品を追うごとに当たり判定が強化されている。現在では、体型が似ているカービィとは異なり、空中を自由自在に支配できる立ち位置を確立している。
『X』までは『ルビー・サファイア』までの公式イラストに準じたデザインだったが、『for』では『ファイアレッド・リーフグリーン』以降の公式イラストに準じたデザインに変更されており、目などの大きさのバランスが変化している。スマッシュボールというアイテムを取ることで使える各キャラ固有の大技「最後の切りふだ」は、その場で数十倍に巨大化してその後しぼみつつ空気を放出することで巨体と風圧で敵を場外に押し出す「おおきくなる」という『スマブラ』独自の技（チーム戦では味方も関係なく押し出す）。
『大乱闘スマッシュブラザーズ SPECIAL』にも参戦が決定。「最後の切りふだ」は「おおきくなる」のままだが、表情が豊かになっている。

## プクリン
| 分類: ふうせんポケモン       | タイプ: ノーマル/ フェアリー | 高さ: 1.0m     | 重さ: 12.0kg |
| 特性: メロメロボディ/ かちき | かくれ特性: おみとおし       | 進化前: プリン | 進化後: なし |

プリンの進化形。草原に生息するポケモンの一種。プリン同様大きな目と丸い体を持つ。毛並みがとてもよく、一度抱きつくと離れたくなくなるほどであるが、結果として狩猟の対象となり、最高級毛皮として商取引されているのが現状。弾力性があるため、怒ったときなどに息を吸い込むとどんどん膨らむ。大きな瞳の表面を涙の膜で覆うことで埃やゴミから保護している。
『X・Y』からは、フェアリータイプが新たに追加された。
『スカーレット・バイオレット』ではスター団のオルティガが使用。
アニメ版『ポケットモンスター』では、第70話「ポケモン・ザ・ムービー」で初登場。ポケモン界のアイドル女優であるが、非常にワガママという小悪魔的キャラクターで、プリン（マイク型マーカーを持つ個体）の歌に寝て顔を落書きされていた時はかなり慌てていた。また、自分の気に入らない相手（ロケット団のニャース、アーボックやマタドガスなど）には強烈な「おうふくビンタ」をお見舞いするが、自分のピンチを救ってくれたカスミのコダックに本気で惚れ込んでしまう。『ミュウツーの逆襲』ではスイートのポケモンとして登場、油断していたところをミュウツーに捕まり、そのままコピーとバトルする。『アドバンスジェネレーション』ではハーリーのポケモンとして登場し、こちらは見た目とは裏腹に邪悪な目つきをしている。『XY』ではそれまでポケモンセンターにおける看護ポケモンとして登場していたラッキーとパピナスがカロス地方におらず、『ベストウイッシュ』で看護ポケモンをしていたタブンネの代わりに新たな看護ポケモンとして登場する。
『ポケモン不思議のダンジョン 青の救助隊・赤の救助隊』では、ともだちエリアを販売する店を経営する役どころで登場。『時の探検隊・闇の探検隊』ならびにマイナーチェンジ版『空の探検隊』では、探検隊のギルドを運営する親方として登場する。アニメ版『時の探検隊・闇の探検隊』のアニメ版と、その続編アニメ『空の探検隊 時と闇をめぐる最後の冒険』にも原作どおりの役わりで登場。声は小林ゆうが担当。
『Pokémon UNITE』では操作ポケモンとして登場。「うたう」で眠らせ「おうふくビンタ」でじわじわ弱らせるなどといったサポート型として活躍。ユナイトわざは周囲に音波で攻撃する「スター☆リサイタル」。

## ズバット
| 分類: こうもりポケモン | タイプ: どく/ ひこう | 高さ: 0.8m   | 重さ: 7.5kg        |
| 特性: せいしんりょく   | かくれ特性: すりぬけ | 進化前: なし | 進化後: ゴルバット |

青と紫の小さなコウモリのような姿をしたポケモン。目はなく触角状の足が2本生えている。バット（bat）という名前や姿の通り、コウモリのように行動する。洞窟や他の暗い場所に生息し超音波を使って暗闇を飛び回る。日光を浴びると血液循環が悪くなったり、軽い火傷を負ってしまうため、洞窟などの暗い場所に隠れている。夜になると屋外でもよく見かけられる。目が退化してしまい、まぶたが完全に閉じ、開ける事も出来なくなってしまった。
ゲーム中、あちこちで最もよく見られるポケモンの一つであり、『ブラック・ホワイト』（1）を除く各地方のポケモン図鑑にそのデータが記録されている（ゴルバットも同様）。序盤から「きゅうけつ」を覚えているが、『サン・ムーン』以降では技の威力強化により「すいとる」に変更され、「きゅうけつ」は後にレベルアップなどで覚えるようになった。アニメ『ポケットモンスター』ではタケシのポケモンとして登場した。

## ゴルバット
| 分類: こうもりポケモン | タイプ: どく/ ひこう | 高さ: 1.6m       | 重さ: 55.0kg       |
| 特性: せいしんりょく   | かくれ特性: すりぬけ | 進化前: ズバット | 進化後: クロバット |

ズバットの進化形。一頭身の大きな青いコウモリの姿をしている。ズバットの頃に退化していた眼は復活し、口は体躯の大部分を占めるほど大きく、目立つ牙が生えている。『ポケモンスタジアム』シリーズなどの作品によっては、その口を隠すためか翼で塞ぎながら地上を歩く描写がある。凶暴な夜行性のポケモンで洞窟の暗闇に潜んでおり、特に新月の夜の真っ暗闇では活発になる。
大量に血液を吸うという摂食行動が知られている。生き血を吸う相手を見つけると後ろから気づかれないように襲い掛かり、おのおのに小さな穴が空いている4 本の鋭利な牙でどんな動物型ポケモンの硬い皮膚も貫いて、一度に300 ccもの血液を吸う。一度吸血し始めると、―それ以下の量の場合―満腹感を感じるまで止める事は無いという。血液を吸いすぎて、自分でうまく飛べなくなることもある。血液型は吸血した相手のものに変化する。空腹のあまり、うっかり鋼タイプのポケモンに噛みついて牙が欠けたゴルバットを見かけることもある。ズバットと同様、オスよりもメスの方が牙が短い。
1進化ポケモンであるにもかかわらず、ほとんどバージョンの多くの洞窟（ただし中盤以降のマップ）に出没する。『赤・緑・青・ピカチュウ』ではゴルバットはズバットの最終進化形であったが、『金・銀・クリスタル』以降は更にクロバットに進化できるようになった。『青』では人間のような舌（色は青い）を真横に伸ばしているグラフィックが使用されている。
ポケモンスタジアムシリーズの対戦ゲームでは翼をマントのように折りたたんで口を隠している。
トレーナーでは、主に悪の組織（ロケット団、マグマ団、アクア団、ギンガ団、プラズマ団、フレア団）の戦闘員や、四天王のキクコが使用する。
アニメ『ポケットモンスター』ではタケシのズバットが金銀編で進化して登場。セキチクジムリーダー・キョウの手持ちでもあり、屋外でサトシのヒトカゲと戦う。「つばさでうつ」と「いやなおと」でヒトカゲを苦しめ途中まで優勢だったが、「かえんほうしゃ」が翼に直撃し「ほのおのうず」で敗れた。
セキエイリーグのサトシの初バトルでは、ジャグラーのコームの最後の手持ちとして登場。「かげぶんしん」や「かまいたち」でサトシのキングラーを追い詰め、「メガドレイン」でとどめをさそうとするが、キングラーの「はかいこうせん」で敗れた。『ダイヤモンド&パール』ではギンガ団したっぱの手持ちとして、大量のゴルバットが登場している。

## ナゾノクサ
| 分類: ざっそうポケモン | タイプ: くさ/ どく   | 高さ: 0.5m   | 重さ: 5.4kg        |
| 特性: ようりょくそ     | かくれ特性: にげあし | 進化前: なし | 進化後: クサイハナ |

草タイプのポケモン。夜行性であり、昼間は体だけ地面に埋め、夜間に活動的になる。2本の足に見えるものは実は根で、夜間は300mも移動するという。アルキメンデスとも呼ばれる。2本の根で走行し、青紫色のカブのような体の上部から草を5本生やしている。雑草と間違えて引き抜こうとすると恐ろしく不気味な鳴き声を発するという。
『赤・青・ピカチュウ』、『ファイアレッド』では序盤で捕まえられるくさポケモンであるため、よく知られている。『緑』と『リーフグリーン』では野生の個体は出現しない（代わりにマダツボミが出現）。
なお、夜行性であることから、時計機能のある『金・銀』では夜間の暗くなる時間帯にしか登場しなかった。『ルビー・サファイア・エメラルド』・『ダイヤモンド・パール』にも時計機能があるが、それらのバージョンでは夜以外でも出現する。
アニメ版『ポケットモンスター』隠れ里付近の池で水を飲むところをカスミのスターミーの「みずでっぽう」を食らう場面で初登場する。この後フシギダネが登場。声優は城雅子。また金銀編でもハネッコと仲良しで自分をハネッコだと思っているナゾノクサが登場する。どちらでも可愛いということでカスミから気に入られている。声優はかないみか。

## クサイハナ
| 分類: ざっそうポケモン | タイプ: くさ/ どく     | 高さ: 0.8m         | 重さ: 8.6kg      |
| 特性: ようりょくそ     | かくれ特性: あくしゅう | 進化前: ナゾノクサ | 進化後: 本文参照 |

ナゾノクサの進化形。名称の通り、臭い花となっており、めしべからとてつもなく臭いニオイを出すことを得意とする。この臭いは2km先まで届き、嗅いだ者を気絶させる。ラフレシアまたはキレイハナに分岐進化するポケモンである。
1000人に1人はこのニオイを好んで嗅ぐという。発せられるニオイを凝縮することにより最高級の香水ができる。口からたれているよだれからも臭いニオイを発するが、このよだれは蜜に近い成分で出来ている。基本的に目は閉じているが、アニメやゲームでは攻撃する時や驚いた時にたまに目が開くシーンがある。
『ピカチュウ版』ではタマムシシティのジムリーダー・エリカの切り札となっており、それまでの3作よりもレベルが上がっている。
アニメ版では、タマムシジムリーダー・エリカの手持ちポケモンとして初登場する。エリカが幼少の頃、ベトベターに襲われている所を悪臭で追い払って救った。サトシのヒトカゲとのバトルでは、悪臭を武器にしてヒトカゲを倒す。ロケット団が仕掛けた爆弾の爆発によりジムが崩れて逃げ遅れるが、サトシに助けられる。

## ラフレシア
| 分類: フラワーポケモン | タイプ: くさ/ どく | 高さ: 1.2m         | 重さ: 18.6kg |
| 特性: ようりょくそ     | かくれ特性: ほうし | 進化前: クサイハナ | 進化後: なし |

クサイハナの進化形の一つ。再びナゾノクサのような顔つきに戻り、頭部に同名の植物、ラフレシアのような形状の花を持つ。その世界一大きいといわれる花びらからはアレルギーをも起こす毒の花粉を大量に撒き散らす。花びらが大きいほど花粉の量も増すが、頭の重さにラフレシア自身も疲れてしまうという。オスは花びらの斑模様がメスより小さく細かい。
『赤・緑・青』及び『ブラック2・ホワイト2』ではジムリーダーのエリカがエースとして使用している。「Let's GO! ピカチュウ/イーブイ」ではライバルも使用する。「金・銀・クリスタル・ハートゴールド・ソウルシルバー」ではロケット団幹部のアテナや四天王のカリンが使用。「スカーレット・バイオレット」ではジムリーダーのコルサが使用する。
スタジアムシリーズでは戦闘不能になると花びらに押しつぶされるシーンがある。
アニメ『ポケットモンスター』では、第48話「ガーディとコジロウ」でコジロウの許婚ルミカの手持ちポケモンとして登場している。。『ミュウツーの逆襲』ではスイートのポケモンとして登場、ミュウツーのモンスターボールに動揺していたところを捕まり、そのままコピーとバトルする。
第8シリーズでは92話にてラクリウムの被害者となった野生ポケモンが登場。使用技は「どくのこな」「どくどく」「はなふぶき」「ギガドレイン」。

## パラス
| 分類: きのこポケモン       | タイプ: むし/ くさ   | 高さ: 0.3m   | 重さ: 5.4kg        |
| 特性: ほうし/ かんそうはだ | かくれ特性: しめりけ | 進化前: なし | 進化後: パラセクト |

小さなカニやセミの幼虫のような姿をしたポケモン。穴を掘り、木の根に含まれる養分を吸って育つが、背中に生えたキノコも本体から養分を吸収し、本体とともに成長する。背中のキノコは冬虫夏草という種類で、長寿の薬になるといわれる。薄暗くて多湿な場所に好んで生息するため、アローラ地方での生息域はほんのごく一部に限られ、他地方の個体に比べて少し元気がないらしい。
アニメでは背中のキノコを地面に刺して倒れるシーンがある。ゴウのポケモンとしても登場している。

## パラセクト
| 分類: きのこポケモン       | タイプ: むし/ くさ   | 高さ: 1.0m     | 重さ: 29.5kg |
| 特性: ほうし/ かんそうはだ | かくれ特性: しめりけ | 進化前: パラス | 進化後: なし |

パラスの進化形。全身は赤く、背中に巨大なキノコを背負ったヤドカリのような姿をしている。背中のキノコのカサから出る胞子には毒があるが、中国ではこの胞子を煎じて漢方薬として用いられる。ただしアローラ産のものは少々質が落ちる。本体のパラセクトはキノコに身体を乗っ取られて（寄生）ほとんど死にかけており、パラセクトの意思ではなくキノコの意思で行動する。キノコがもげると本体は自力で動けない。暗く湿った場所を好み、大木の根元にくっついて栄養を吸い取る。マシェードと縄張り争いを起こすこともある。
ポケモンスタジアムなどの対戦ゲームでは回転しながら体当たりするシーンがある。
アニメでは経験を積んだ薬剤師のパラスが進化した姿として登場した。進化後に覚えた「キノコのほうし」でサトシのリザードを眠らせた。
ゴウのポケモンとしても登場している。声優は三木眞一郎。
2006年公開の『ポケモンレンジャーと蒼海の王子 マナフィ』で、カイロスと共に海賊ファントムの手持ちポケモンとして登場した。

## コンパン
| 分類: こんちゅうポケモン   | タイプ: むし/ どく   | 高さ: 1.0m   | 重さ: 30.0kg       |
| 特性: ふくがん/ いろめがね | かくれ特性: にげあし | 進化前: なし | 進化後: モルフォン |

紫色の毛むくじゃらの丸い体に触角が生えた姿をした虫ポケモン。夜行性で、レーダーのような役割をする複眼で小さな虫を見つけて捕食する。複眼からはビームを発射することもできる。小さな手に大きな足、口には小さな牙があり、バタフリーに似た姿となっている。
アニメ『ポケットモンスター』では、ジムリーダー・キョウの妹・アヤの手持ちポケモンとして初登場し、主人公サトシのフシギダネと対決する。また「オレンジ諸島編」ではケンジのポケモンとして登場する。声優は愛河里花子。ゴウもコンパンをゲットしている。このコンパンも愛河が担当している。

## モルフォン
| 分類: どくがポケモン       | タイプ: むし/ どく         | 高さ: 1.5m       | 重さ: 12.5kg |
| 特性: りんぷん/ いろめがね | かくれ特性: ミラクルスキン | 進化前: コンパン | 進化後: なし |

コンパンの進化形。ドクガをモチーフにしたポケモンで全身が薄みがかった紫色で、翅を持ち飛行が可能。体は進化前より大きくなったものの、飛行ができるために体重が軽くなった。有害な鱗粉の散布を得意とする。鱗粉は色によってその毒性が異なる。外見や覚えるわざなどバタフリーと通ずる点が多い。『赤・緑』時代は翅の「尾状突起」が長めで、「毒蛾」というよりは「アゲハチョウ」や「オオミズアオ」のようなデザインであったが、2012年現在は尾状突起がかなり短くなっている。
エスパータイプの技を覚えるため、『赤・緑・青』および『ファイアレッド・リーフグリーン』では、ヤマブキシティのジムリーダー・ナツメが使用している。『ピカチュウ』ではナツメは使用せず、代わりにセキチクジムリーダー・キョウが使用している。『金・銀』『ハートゴールド・ソウルシルバー』でも四天王・キョウが使用する他、その娘であるセキチクジムリーダー・アンズの切り札として登場している。
アニメ版ではジムリーダー・キョウの手持ちポケモンとして登場し、「しびれごな」と「ねむりごな」の連続技で苦手タイプのサトシのピジョンを撃退し、ヒトカゲとの戦闘中にロケット団の乱入で一時休戦となる。
『アドバンスジェネレーション』では、ホウエンリーグ出場者のカエデが一番手として使用し、サトシのコータスの「てっぺき」を「かなしばり」で封じてゴルダックと交代。その後、ゴルダックが敗れた後に再び出されヘイガニは既に混乱していたため「ちょうおんぱ」が利かず、交換したオオスバメの「つつく」を「かなしばり」で封じるも「つばめがえし」でダメージを受け、最後は「しびれごな」を避けられた直後の「でんこうせっか」でステージの水中に叩きこまれ敗れる。「めざせポケモンマスター」最終話ではケンジのコンパンがモルフォンに進化していた。

## ディグダ
| 分類: もぐらポケモン         | タイプ: じめん           | 高さ: 0.2m   | 重さ: 0.8kg        |
| 特性: ありじごく/ すながくれ | かくれ特性: すなのちから | 進化前: なし | 進化後: ダグトリオ |

モグラたたきのモグラのような姿をしたポケモンで、体は筒型で上部が半球の形状となっている。体の下部は土に埋まっており、その部分が公開されることはないが、「ひっかく」「いあいぎり」「きりさく」「つばめがえし」「つじぎり」「シャドークロー」といった斬撃系の攻撃技を覚えるため、鋭利な爪か武器のような物を持っているとも考えられる。進化形のダグトリオも同様である。
地下1mを掘り進み、木の根をかじって生きる。穴を掘ることを得意とするが、住み家としてはイワークが掘り進んだ跡を好む。住み処のトンネルはノコッチやモグリューなどと共有する。実際のモグラは掘ったトンネルがネズミ等の通路となり植物が荒れるため害獣扱いされるが、ディグダが穴を掘りながら通った後は地面が程よく耕されるため、多くの農家に飼われている益獣である。皮膚が薄いため日光に弱い。第5世代でバチュルが登場するまでは、ネイティ・ルリリと並び、最も小さいポケモンであった。
シリーズのうちカントー地方を舞台とする作品では、クチバシティとニビシティを結ぶ「ディグダの穴」と呼ばれる洞窟があり、ディグダたちが自力で掘り進んで出来た洞窟と言われている。ディグダとその進化形ダグトリオのみが出現する。
また、パルデア地方にはディグダによく似たウミディグダというポケモンも登場しているが、こちらはリージョンフォームではなく、ただ単に見た目が似ているだけの別の種類（あなごポケモン）である。
またポケモンスタジアムシリーズでは「ものまね」で「そらをとぶ」を使った時や「ちきゅうなげ」を受ける時に、土に埋まった状態で土ごと浮き上がるシーンがある。第七世代では下半身の部分を隠す岩の部分と共に浮き上がる。
アニメでは「ディグ」などとと言いながら頭をひょこっと出すパターンが多い。
短編映画『ピカチュウのなつやすみ』の日本語版では、場面切り替えの間のシーンでダグトリオと共に「ディグダ、ディグダ、※ダグダグダグ」と鳴きながら穴から出たり入ったりする（※はダグトリオの鳴き声）。
アローラのすがた
タイプ：じめん・はがね、高さ：0.6m、重さ：9.9kg、特性：すながくれ／カーリーヘアー
アローラ地方でのディグダの姿であり、通常種との違いは頭部から生えている3本の金属質のヒゲである。このヒゲは硬いがしなやかで、センサーの機能を果たしている。抜け落ちたヒゲを拾って持ち帰ると不幸に見舞われるという言い伝えがある。身を隠す場所の少ない、火山付近の地域に住んでおり、その環境で生き残るため、顔を地上に出さずに周囲を探れるように、ヒゲが発達したといわれている。
ヒゲを通じてそのときの気持ちが表現されており、怒ったときはヒゲをピンと張る一方、警戒しているときはヒゲを揺らしている。また、期限が良いとヒゲを回す一方、へたっているときは悲しかったり落ち込んだりしている。このディグダたちの掘り進んだ土地は農地にできるほど柔らかくなるため、アローラ地方ではこのディグダを有難がる者も多い。
『ソード・シールド エキスパンションパス』の追加コンテンツの「鎧の孤島」にて、このディグダを150匹探すイベントがある。一定数探し当てる毎にアローラ御三家のうちいずれかとアローラリージョンフォルムのポケモンをもらえる。アローラ御三家は、序盤で最初にもらったポケモンによって異なる。
現実世界での扱い
2024年11月より、ミスタードーナツからポケットモンスターシリーズとのコラボレーション商品として「ポン・デ・ディグダ」が発売された。ディグダの顔の部分が製品によって微妙に異なっており、消費者の間で「個体差」として話題となった。また、他の素材で「ポン・デ・ディグダ」を再現する者もいた。

## ダグトリオ
| 分類: もぐらポケモン         | タイプ: じめん           | 高さ: 0.7m       | 重さ: 33.3kg |
| 特性: ありじごく/ すながくれ | かくれ特性: すなのちから | 進化前: ディグダ | 進化後: なし |

ディグダの進化形。その体は、元々一つの体であったものが三つ子に分かれたものであり、考えている事は3体ともみな同じである。やや精悍な顔つきとなり、頭を互い違いに動かすことで地下100kmまで掘る。ディグダと同様に、イワークが掘り進んだ後にできる空洞を住み処にする。
パルデア地方ではウミディグダ同様、リージョンフォームではない全く別種のあなごポケモン・ウミトリオが登場している。
「赤・緑・青・ファイアレッド・リーフグリーン・Let's GO ピカチュウ・イーブイ」「ウルトラサン・ウルトラムーン」でロケット団ボスのサカキが使用、『スカーレット・バイオレット』では四天王のチリが使用。
『ポケモン不思議のダンジョン』シリーズではディグダの父親として登場。『ポケモン不思議のダンジョン 時の探検隊・闇の探検隊』では、ギルドの掲示板更新係をしている。
ニンテンドウカップ97の決勝進出者15人中3人が、ニンテンドウカップ98では決勝進出者7人中4人が使用したポケモンであり、主にじめんタイプでありでんきタイプの技が効かないことを活かして相手が放った「でんじは」を交代によって受ける役割を持っていた。
アニメ『アドバンスジェネレーション』では、ひみつ基地を作ろうとしたロケット団を脅かしていたが、ムサシに石をぶつけられ怒って追い掛け回した。ホウエンリーグの場面ではサトシの対戦相手カエデ（ライバル）のポケモンとして登場し、ピカチュウを「すなじごく」で引きずり込んで「すてみタックル」で退けるが、オニゴーリにも地中から攻撃を仕掛けるもオニゴーリが地面に向かって「ずつき」を繰り出した勢いで地中から引きずり出され「れいとうビーム」を食らい敗れる。
第8シリーズでは56話にて四天王・チリのポケモンとして登場し、リコのニャローテとカエデ（ジムリーダー）のエクスレッグとバトル。ドオーの「ヘドロウェーブ」を「あなをほる」でかわしたり、上空からの「いわなだれ」で攻撃することで追いつめるが、エクスレッグの「とびはねる」で麻痺状態になってしまった。
短編映画『ピカチュウのなつやすみ』の日本語版では、場面切り替えの間のシーンでディグダと共に「ディグダ、ディグダ、※ダグダグダグ」と鳴きながら穴から出たり入ったりする（※ダグトリオが鳴くのは後半部分）。
アローラのすがた
タイプ：じめん・はがね、高さ：0.7m、重さ：66.6kg、特性：すながくれ／カーリーヘアー
アローラ地方でのダグトリオの姿。ディグダの時には3本しかなかった頭部のヒゲは更に増えて長く伸びロングヘアのようになり、金髪のように眩しく光る。ディグダのヒゲ同様しなやかだが硬く丈夫で、非常に遅い速度で伸び続ける。このヒゲをアローラ地方の外に持ち出すことは禁じられている。持ち出した者は祟りにあうといわれ、毎年ヒゲを返しにくる観光客がいるらしい。アローラ地方においては、大地の神様の化身としてあがめられており、アローラの人々がこのダグトリオに出くわすと、地面に膝をついて深い礼を捧げる。言い伝えではダグトリオの大量発生と火山の噴火が結び付けられているが、作中ではこのダグトリオが火山の動きを察知すると驚いて地表に出てくるからだと考えられている。
　トレーナーでは「サン・ムーン・ウルトラサン・ウルトラムーン」で天文台所長(ウルトラサン・ウルトラムーンでは四天王)のマーレイン、「サン・ムーン」では加えてしまクイーンのハプウ、「スカーレット・バイオレット」でブルベリーグ四天王のネリネが使用する。
アニメではロケット団に捕まるも、ディグダによって助け出された。反撃の際に繰り出した技「アイアンヘッド」は通常の頭突きによる打撃とは異なり、ヒゲの束を長く伸ばして叩きつけるといった、アローラダグトリオならではのユニークな攻撃となっている。
現実世界での扱い
北九州市のあさの汐風公園にあるポケふたには、アローラダグトリオがトロッゴンとともにデザインされている。